# ヨークシャー
ヨークシャー（Yorkshire 英[ˈjɔːkʃə]、米[ˈjɔɚkʃiɚ]）は、イングランドの北部にある地方である。一地方としてはイングランドで最大の面積をもち、様々な固有の文化を持っている。

## 概要
「ヨークシャー」という地方概念が確立されたのは9世紀に遡り、単一の地方としては、イギリスで最大の面積をもつ。面積はおおよそ1万5000km2で、おおむね日本の岩手県と等しい。面積比では「ヨークシャー」はイングランドの国土の約12%を占めている。この割合を日本に当てはめると九州全域と四国の半分を合わせたものに相当する。ヨークシャーの人口規模（約530万・2011年現在）はアイルランド、デンマーク、ノルウェー、フィンランド、ニュージーランドなどの国家に匹敵し、アメリカの14の州よりも多い。
「ヨークシャー」は他の地方と比べて著しく広いため、歴史的に何度も、いくつかに分割して行政などの機能を振り分ける試みが行われてきた。しかしそうした試みは常に議論を呼んできた。19世紀以降、とくに1970年代以降に地方再編が繰り返されており、地方区分の法的位置づけ、名称、範囲などが変わっている。このため厳密な意味での「ヨークシャー」は年代によって違いがある。こうした経緯にもかかわらず、「ヨークシャー」は地理・文化の観点で一体の地方とみなされており、古典的な「ヨークシャー」概念は様々な場面で今も用いられている。
- 本項ではもっぱら古典的な「Yorkshire」を「ヨーク地方」とし、特定の時期や地方自治制度の文脈に限って「ヨークシャー」などの表現を用いることとする。

一般的に、ヨーク地方は、自然が豊かな地域とみなされている。広大で、大都市のまわりにも、昔のままのカントリーサイドの風景が残されている。ヨークシャー・デイルズ(Yorkshire Dales)やノース・ヨーク・ムーア(North York Moors)がその典型である。ヨーク地方はしばしば「神の恵みの土地（God's Own Country）」と称される 。
ヨークシャーの紋章は「ヨークの白薔薇(White Rose of York)」である。これはかつてのヨーク王家の紋章であり、青地に白薔薇の旗がヨークシャーの旗としてよく使われている。この旗は50年ほど使われてきたが、2008年7月29日に正式化された。1975年以来、毎年8月1日は、ヨーク地方の歴史、文化、方言を記念した「ヨークシャーの日(Yorkshire Day)」となっている。

## 名称・語源と範囲
「ヨークシャー(Yorkshire)」は、後述するように、「カウンティ」と呼ばれるイギリスの伝統的な地方区分のなかでも最大の面積があり、2位のリンカンシャーと3位のデヴォンシャーを合わせたより広い。この広さゆえに、ヨークシャーは古くから3つの「ライディング」という下位区分にわけられていた。
日本の文献での訳語は様々である。「ヨークシャー」「ヨークシア」「ヨークシァ」「ヨーク地方」「ヨークシャー県」「ヨーク県」「ヨーク州」などと表記されてきた。古い文献の中には、ふつうの「カウンティ」を「県」、ヨークシャーを「州」と区別して和訳するものもある。近年の文献では、「シャー」とつくものは「ヨークシャー」「ヘリフォードシャー」とそのままにし、「シャー」のつかないものに「コーンウォール州」「デヴォン州」としている例もある。
「ヨーク」
ヨーク地方は、この地方の中心地であったヨークという都市名からその名をとられている。古代ローマ時代の都市名「エボラクム」(Eboracum)が、アングロ・サクソンの古英語「エオフォヴィック(Eoforwīc)」、デーン人（ヴァイキング）風の「ヨルヴィック（Jórvík）」を経て「ヨーク(York)」に転訛したものである。
ローマ人が名付けた「エボラクム」の語源には諸説あるが、「イチイ(ebor)の木があるところ(-cum)」の意味だったとする説が一般的である。このほか、「エブロス族の居住地があった場所」との解釈もあるが、「エブロス族」の名称はイチイの木から来ていると考えられており、いずれにしてもイチイの木が関わっていると考えられている。これがアングロ・サクソン人の「エオフォヴィック」に置き換わった際に、「野猪（エオフェル）」と同じ音を持つことから、イノシシがヨークのシンボルになっていった。
「シャー」
「ヨークシャー(Yorkshire)」の接尾語の「シャー(Shire)」は、行政上の区域や地域を表す言葉である。もともとはローマ人が去った後イングランド島に入ってきたサクソン人の言葉で、首長や豪族の領地を指す「scir」という語だった。のちに「scir」が転訛して「shire」となった。9世紀後半のアルフレッド大王が各地に王領「shire」を置き、10世紀のエドガー平和王は「州（シャー）」-「郡（ハンドレッド）」-「十人組（タイジング）」という地方統治の制度を敷いたことで「シャー」が地方区分の基本単位となっていった。「shire（シャー、シア、あるいはシャイア）」は地方ごとの発音の違いがあり、「シャー」/-ʃə/のほか、「シア」/-ʃiə/のように発音されることもある
。
「カウンティ」
イングランド島は主にデーン人からなるヴァイキングの侵略を受け、中部から北部にかけてはヴァイキングたちが住み着いた。ヴァイキングたちとアングロ人・サクソン人たちは争ったが、最終的にはノルマン人がやってきてイングランド全土を征服した（ノルマン・コンクエスト）。「shire」に相当するノルマン人の言葉は「county」（カウンティ）であり、「シャー」と「カウンティ」は地方区分を表すおおよそ同義の語として用いられた。
ヨークシャーほか、イングランドの多くの「カウンティ」では固有名の語尾に「-シャー」がつく。「ケント（州）」や「サセックスのように固有名に「-シャー」が付かない「カウンティ」もあれば、「デヴォンシャー」のように、かつては「-シャー」がついていたが今では単に「デヴォン（州）」と呼ぶようになった「カウンティ」もある。この地方区分は長いところでは1000年以上も用いられており、地方自治制度の改革によって公式な区割りや名称が大きく変わった後も、「歴史的カウンティ（historic county）」と称して一般的に用いられている。
「ライディング」
こうした地方区分のなかで、特に広い地方では下位の地方区分が設けられたところもある。これらの下位区分を表す語は地方ごとに異なっている。例えば「リンカンシャー」では「パート(part)」と称し、「サセックス」では「ウェスト・サセックス(West Sussex)」のように単に「西」とか「東」などを頭につけただけの地方もある。
「ヨークシャー」の場合には、3つの「ライディング(riding)」に分割されていた。
「ライディング(riding)」というのは、デーン人の「thridding」やヴァイキングの「Threthingr」という言葉に由来し 、意味は「1/3部分」である。「ヨークシャー」は、「イースト・ライディング(東部)」、「ウエスト・ライディング(西部)」、「ノース・ライディング(北部)」に3等分されていた。これらの「ライディング」はそれぞれに政庁が置かれ、これらの中央に「ヨーク市(Ainsty of York、Ainsty参照)」があった。
「ライディング」という下位区分は、一時的に、近隣の他の「シャー」でも使っていた事があるが、それが極めて短い期間なので、「ライディング」は実質的に「ヨークシャー」固有の区分である。このため現代英語では単に「ライディング(Riding)」と言えば「ヨークシャー」の下位地方区分のことを指す。日本語文献では「区」という訳語を当てる場合もある。
1974年に「ヨークシャー」の下位区分としての3つの「ライディング」は廃止になり、「ヨーク市」は新設の「ノース・ヨークシャー」というカウンティ(county、「州/郡」)に組み込まれた。これは後にヨーク合同庁(York Unitary Authority)の一部になった。
- 詳細は下記記事を参照。
  - ライディング (区)（英語: Riding (country subdivision)）
  - ノース・ライディング・オブ・ヨークシャー（英語: North Riding of Yorkshire）
  - イースト・ライディング・オブ・ヨークシャー
  - ウエスト・ライディング・オブ・ヨークシャー（英語: West Riding of Yorkshire）

1970年代の改革と「ヨークシャー」の廃止
イギリスでは1970年代に地方自治の枠組みが大きく変わった。従来の伝統的な39の「カウンティ」から、新たに46の「カウンティ」となった。新しい「カウンティ」は大都市圏の「都市カウンティ」6、それ以外の「非都市カウンティ」40からなる。
- 詳細はイングランドの都市および非都市カウンティ参照。

1972年の地方行政法(Local Government Act 1972)に基づいて、ヨークシャーの3つの「ライディング」と「ヨーク市」という枠組みは1974年に廃止された。
従前のヨークシャーの大部分は4分割され、「ノース・ヨークシャー」、「ウェスト・ヨークシャー」、「サウス・ヨークシャー」、「ハンバーサイド(Humberside)」になった。しかし従来の「ノースライディング」と新しい「ノースヨークシャー」は大きく範囲が異なるし、「ウェスト」「サウス」でも同様である。従来の「イースト・ライディング」の大部分は「ハンバーサイド」に含まれることになったが、「ハンバーサイド」にはハンバー河の対岸で従前は「リンカンシャー」だった地域が相当含まれていた。北の方では、これまでノース・ライディングの一部だったミドルズブラが新しく出来た「クリーヴランド」(Cleveland)という「カウンティ」に含まれることになった。このほか、あちこちの地域がかつての「ヨークシャー」から外されて隣の「カウンティ」へ移管になった。
この改革は不評で、様々な批判が出た。チャールズ3世（当時皇太子）や、政府関係者の中にも、伝統的な地域性や郷土愛を無視した変更だと言い放つ者がいた。伝統的な地方区分を重視するヨークシャー・ライディング協会(Yorkshire Ridings Society)などの団体が政治的な働きかけを行った。
1990年代の改革と「リージョン」
1990年代に新たな地方区分が導入された。まず、イングランド全体を「リージョン(region)」という大区分に分けた。従前のヨーク地方の大部分とそれまでの「ハンバーサイド」は新たに「ヨークシャー・アンド・ザ・ハンバー」を構成することになった。
「イースト・ライディング・オブ・ヨークシャー(East Riding of Yorkshire)」は以前よりも範囲が少し狭くなって復活した。境界は若干の違いがあるが、かつての「ヨークシャー」の大部分は現在「ヨークシャー・アンド・ザ・ハンバー地方」(Yorkshire and the Humber region)になっている。
新たな「ヨークシャー・アンド・ザ・ハンバー」は以前の「リンカーンシャー」の北部を僅かに含んでいる。そのかわり、以前の「ノース・ヨークシャー」の一部（ミドルズバラ(Middlesbrough)とレッドカー・アンド・クリーヴランド(Redcar and Cleveland)）がノース・イースト・イングランド地方に含まれることになった。
ほかにも、かつて「ヨークシャー」に含まれていた地域で、他の行政区域へ管轄が変わったところがある。
- ノース・ウェスト・イングランド（地方）へ移った地域
  - サドルワース(Saddleworth)は「グレーター・マンチェスター」へ
  - ボウランド森林地帯(Forest of Bowland)は「ランカシャー」へ
  - セドバー(Sedbergh)は「カンブリア」へ
  - デント(Dent)は「カンブリア」へ
- ノース・イースト・イングランド（地方）へ移った地域
  - ティーズデイル(Teesdale)の一部は「ダラム(郡)(County Durham)」へ

詳細は下記記事を参照。
- 詳細はHistory of local government in Yorkshireを参照。
- 古典的な概念についてはイングランドのカウンティ、歴史的カウンティ(Historic counties of England)
- 1888年-1974年についてはイングランドの行政カウンティ
- 1990年代以降についてはイングランドの典礼カウンティ
- 大都市圏についてはイングランドの都市および非都市カウンティ
- Yorkshire and the Humber

### 面積と人口の変遷
| 年代 | 面積      | 面積   | 人口      | 人口密度    | 人口密度 | 出典   |
| 年代 | エーカー  | km2    | 人口      | 人/エーカー | 人/km2   | 出典   |
| 1801 | 不明      | 不明   | 858,892   | -           | -        | [ 42 ] |
| 1811 | 不明      | 不明   | 986,041   | -           | -        | [ 42 ] |
| 1821 | 不明      | 不明   | 1,173,359 | -           | -        | [ 42 ] |
| 1831 | 3,669,510 | 14,850 | 1,371,359 | 0.37        | 92.35    | [ 42 ] |
| 1841 | 3,619,790 | 14,649 | 1,582,001 | 0.44        | 108.00   | [ 42 ] |
| 1851 | 3,826,566 | 15,486 | 1,761,692 | 0.46        | 113.76   | [ 42 ] |
| 1861 | 3,830,567 | 15,502 | 2,033,610 | 0.53        | 131.19   | [ 42 ] |
| 1871 | 3,882,851 | 15,713 | 2,436,355 | 0.63        | 155.05   | [ 42 ] |
| 1881 | 3,880,872 | 15,705 | 2,837,034 | 0.73        | 180.64   | [ 42 ] |
| 1891 | 3,809,540 | 15,417 | 3,218,882 | 0.84        | 208.79   | [ 42 ] |
| 1901 | 3,883,979 | 15,718 | 3,512,838 | 0.90        | 223.49   | [ 42 ] |
| 1911 | 3,886,028 | 15,726 | 3,897,682 | 1.00        | 247.85   | [ 42 ] |
| 1921 | 3,885,702 | 15,725 | 4,098,490 | 1.05        | 260.64   | [ 42 ] |
| 1931 | 3,891,967 | 15,750 | 4,389,679 | 1.13        | 278.71   | [ 42 ] |
| 1951 | 3,897,909 | 15,774 | 4,662,659 | 1.20        | 295.59   | [ 42 ] |
| 1961 | 3,897,939 | 15,774 | 4,725,976 | 1.21        | 299.60   | [ 42 ] |
| 1971 | 3,918,656 | 15,858 | 5,053,989 | 1.29        | 318.70   | [ 42 ] |
| 1981 | 2,942,530 | 11,908 | 3,967,192 | 1.35        | 333.15   | [ 42 ] |
| 1991 | 2,941,247 | 11,903 | 3,978,484 | 1.35        | 334.25   | [ 42 ] |
| 2014 |           |        | 5,360,627 |             |          | [ 43 ] |
| 1.   |           |        |           |             |          |        |

イギリスでは急増する人口と食糧問題に対処するため、1801年に人口調査が行われた。上表は2001年に人口統計200年を記念してイギリスの国家統計局から発表されたデータである。はっきりした数字がわかっている1831年以降、ヨーク地方の面積は概ね390万エーカー(約15800km2)弱で推移している。その間、1844年の区割り変更(Counties (Detached Parts) Act 1844)でクレイク村(Crayke)を北ヨーク地方へ編入したことで面積が増えている。1970年代の大改革でヨーク地方からハンバーサイドが分割されるなどしたため、1971年と1981年の間で大きく面積が減少している。そのため単純比較は難しいが、国家統計局では200年の間にヨーク地方の人口は約5倍になったと結論づけている。

## 地理・地勢
イングランドでは、西からの湿った卓越風がペナイン山脈にあたって、山脈の西側や中央部でたくさんの雨を降らせる。そのあと、乾いて高温の下降気流となってヨーク地方のある東部へ降りてくる。このため、一般に寒冷・湿潤なイングランドのなかでも、ヨーク地方は比較的高温で乾燥している。
温暖湿潤なイングランド南部に比べると農耕に適さない一方、鉱産資源には富む。農耕に適したイングランド南部は古くから交易が盛んで文化が多様に変化・発達したのに比べると、北部のヨーク地方では古い文化がそのまま長く維持された。
ヨーク地方の範囲
ヨーク地方の範囲はおおよそ次の通りである。
- 北はティーズ川
- 南はハンバー川、ドン川(Rivers Don)とその支流シーフ川(River Sheaf)
- 東は北海の海岸まで
- 西はペナイン山脈の西斜面に沿って蛇行し、ティーズ川にあたるまで。

「デイル」
イギリス英語の「dale（デイル、デール）」は、「hill（ヒル、丘）」と「hill」のあいだの窪地を指す言葉である。一般の英和辞書では「谷」「谷あい」「盆地」などの訳語があてられるが、急流が削った険しい日本の「谷」とは大きく様相が異なっている。dale（）地形は氷河によって削られてできたものであり、なだらかである。また、「dale」は地形的に広い範囲をカバーする語であり、「dale」のなかに谷川(valley)や川(river)が流れ、集落、耕作地、森林などが分布している。そのため「デイル」は風光明媚な場所とみなされている。
ヨーク地方には数多くの「デイル」地域がある。特にヨーク地方西部のペナイン山脈一帯は広範囲に及ぶ「デイル」地域で、「ヨークシャー・デイル」（Yorkshire Dales）と呼ばれている。ヨークシャー・デイルには数多くの川があり、川毎に流域が「デイル」と呼ばれている。たとえばスウェイル川(River Swale)の流域は「スウェイルデイル(Swaledale)」といった具合である。スウェイルデイルはイギリスの田園風景の保全活動の最初のモデルになった地域であり、ヨーク地方を代表する「デイル」である。

### 水系
「ヨーク地方」の範囲と、その下位区分である「ライディング」の境界は、主に川によって定められていた。ヨーク地方の南限はハンバー川で、「東ライディング」と「北ライディング」の境界はダーウェント川だった。「西ライディング」と「北ライディング」の境界はウーズ川と、ユア川・ニッド川の分水界だった。
ヨーク地方を流れる川のほとんどはウーズ川を経てハンバーに注いでいる。このほかの主な川は、ティーズ川、エスク川、ハル川である。ヨーク地方の河川は各地で水路によって連結されている。
ペナイン山脈の西側では、リブル川(River Ribble)が西のアイルランド海に向かって流れ、ランカシャーのリザムセントアンズ(Lytham St Annes)で海に出ている。
- 運河・水路については交通節参照。

ハンバー（川）
北から来るウーズ川(River Ouse)と、南から来るトレント川の合流地点より下流側の水域をハンバー川(HumberまたはHumber Estuary)と呼んでいる。ハンバー川は伝統的なヨーク地方の南限を区切る水域で、「川」というよりは巨大な三角江である。ハンバー川に面する都市ハルのあたりで川幅は2.5kmほどあり、「河口」に相当する北海沿岸ではその4倍ほどの幅に広がっている。1981年に架けられたハンバー橋(Humber Bridge)は全長約2.2kmあり、完成当時は世界最長の吊り橋だった。1998年に日本の明石海峡大橋が完成し、これを上回るものとなった。「ハンバー(Humber)」というのは古代西ゲルマン語の方言と考えられているが、その意味はわかっていない。中世初期にブリタニアに侵入したアングロ・サクソン人は、ハンバー川より北の地域を「Norðhymbre（North of Humberの意味）」と呼び、これが「ノーサンブリア(Northumbria)」という地名になった。
- 詳細はHumber参照。

ウーズ水系
西部・中央部の河川の多くはウーズ川(River Ouse)の支流で、ウーズ川はハンバー川を経て北海に注ぐ。
ウーズ川の北部はユア川(River Ure)と呼ばれている。ユア川はウーズ川の各支流のなかで最も水量が多い川で、アエガスの滝(Aysgarth Falls)などでも知られている。上流はウェンズレー谷（ウェンズレーデイル）(Wensleydale)と呼ばれており、特産のウェンズリーデールチーズ(Wensleydale cheese)でよく知られている。ユア川はバラブリッジの町(Boroughbridge)で北から流れてきたスウェイル川を合わせ、グレートウーズバーン村(Great Ouseburn)の近くでウーズ沢(Ouse Gill Beck)が合流する。ここから下流側をウーズ川と名前が変わる。
スウェイル川(River Swale)は水系のなかでも最も北を流れている。源流は北ヨーク地方のケルド(Keld)にあるバークデイル(Birkdale)に発する。そこから東へ流れ、北ヨーク地方の代表都市リッチモンド(Richmond)に至る。これらの地域は「スウェイル谷（スウェイルデイル、(Swaledale)）」と呼ばれている。そのあと南へ転じ、モウブレイ低地(Vale of Mowbray)を蛇行してユア川に注ぐ。
ニッド川(River Nidd)はヨークシャー渓谷国立公園(Yorkshire Dales National Park)の端部に発する。流域はニダー谷（ニダーデイル、(Nidderdale)）と呼ばれており、昔のままの景観を残した観光地となっている。川の上流付近からは水路が分岐してブラッドフォードで利用されているため、ニッド川の本流は水量が少なく、大雨の時しか水位が上がらない。
ワーフ川(River Wharfe)はヨーク地方で最も流れが速い川の一つである。流域はワーフ谷（ワーフデイル、(Wharfedale)）と呼ばれている。タドカスター(Tadcaster)を経て、カーウッド村(Cawood)の手前でウーズ川に合流する。
エア川(River Aire)とその支流のカルダー川(River Calder)はウーズ川水系の中でも南方を流れている。エア川はペナイン山脈のマルヘム池(Malham Tarn)に発し、エアギャップ(Aire Gap)という断層の谷を流れてくる。エア川の源流は砂岩地域の泥炭層で、石灰岩地帯を経由しないために水が軟水になっており、それが流域の毛織物産業の発達につながった。中流にはヨーク地方の最大都市で羊毛産業の中心地として栄えたリーズがあり、リーズ・リヴァプール運河(Leeds and Liverpool Canal)が並走している。
リーズの下流で合流するカルダー川は、源流は美しい自然で知られているが、中流にはウェイクフィールドをはじめ、多くの重工業都市が並んでおり、かつては長年にわたる深刻な水質汚染に悩まされた。川魚も全く姿を消し、その後の水質の改善の取り組みが続けられた。1990年代になって、清流とまでは言えないまでも、マスなどが戻ってくる程度には回復した。カルダー川とエア川は、ウェイクフィールドとリーズの間エア＝カルダー水路(Aire and Calder Navigation)で接続されており、この水路はそのままウーズ川下流のグールの町(Goole)まで繋がっている。
ウーズ水系で一番南側の支流はドン川(River Don)である。ドン川はサールストン・ムーア(Thurlstone Moor)に発し、シェフィールド、ロザラム、ドンカスターなどの大都市を流れて北へ向かう。かつては水質が悪かったが、近年は魚が棲む程度に回復している。
北東側を流れる支流がダーウェント川(River Derwent)である。ダーウェント川はノース・ヨーク・ムーア(North York Moors)に発し、南にむかって流れたあと西向きに転じ、ピカリング盆地(Vale of Pickering)に入る。盆地をぬけると再び南流してヨーク盆地の東側を流れ、バムビー村(Barmby on the Marsh)でウーズ川に合流する。
ユア川から名前が変わったウーズ川の本流はニッド川を合わせたあと、ヨーク市に入る。さらにヨーク城付近で左岸からフォス川(River Foss)を合わせる。かつてはこの合流地点が、北海からハンバー川、ウーズ川を船で遡上することができる北限だった。その後、ワーフ川、ダーウェント川をあわせながら蛇行し、エア川をあわせてグール(Goole)に出る。グールから下流は川が広く深くなっているので、グールはかつて港町として栄えた。その後は南からドン川をあわせ、ハンバー川に注ぐ。

#### その他の水系
ティーズ川はヨーク地方の一番北側を流れ、ダラム州との地方境になっている。川はペナイン山脈のクロスフェル山(Cross Fell)に発し、東へ流れる。流域はティーズ谷（ティーズデイル、チーズデイル、(Teesdale)）と呼ばれ、州境をまたいだ両岸が一帯の地域とみなされる場合もある。川は比較的流れが早く、特に降雨時の影響が端的に顕れやすい。ミドルズブラ市の下流で北海に注いでいる。
同じくヨーク地方北部を流れるエスク川(River Esk)は、ノース・ヨーク・ムーアに発して東流し、ウィットビーの町で北海に注いでいる。
ヨーク台地（ヨークシャー・ウォルズ、Yorkshire Wolds）の東部にはハル川(River Hull)が南へむかって流れており、ハル市でハンバー川に注いでいる。

### 大地形
- 詳細はGeology of YorkshireおよびList of places in Yorkshireを参照

#### ペナイン（山脈）
「ペナイン山脈」は北イングランドから南スコットランドにかけて、島の中央部を南北に連なっている。高さはおおむね標高2000フィート（約600m）。夾炭層、珪質砂岩、石灰岩が層をなしていて、南へ行くほど強く褶曲している。
山脈は東西に走る断層帯によっていくつかに分けられている。ヨーク地方の北境であるティーズ川の上流にはステンモア山峡(Stainmore Gap)と呼ばれる断層帯があり、ここより北側の山塊を「オルストン山塊(Alston Block」、南側をアスクリグ山塊(Askrigg Block)と呼ぶ。アスクリグ地塊は全域がヨーク地方に含まれており、ヨークシャー・デイルズ(Yorkshire Dales)と呼ばれる丘陵地に相当する。
アスクリグ地塊の南端はヨーク地方南西部を流れるエア川で、この川に沿った断層帯を「エア・ギャップ(Aire Gap)」という。ここはヨーク地方とランカスター地方を結ぶ交通路になっていて、古くから人の往来があり、1700年開通のリーズ・リヴァプール運河もここを通っている。エア・ギャップの南側は南ペナイン山脈 (Southern Pennines)と呼ばれている。
山脈は北の方ほど褶曲が小さいぶん、断層面や侵食面の発達が著しく、険しい。アスクリグ山塊のうちヨーク地方の北西部には「ヨーク三山(Yorkshire Three Peaks)と呼ばれる山々があり、ワーンサイド山(Whernside)（標高2415フィート＝約736m）、イングルボロ山(Ingleborough)（標高2372フィート＝約723m）、ペニジェント山(Penyghent)（標高2277フィート＝約694m）が聳えている。
これらの山頂は砂岩、頁岩、石灰岩地層が激しく侵食されてできたもので、かつてその上に乗っていた夾炭層（石炭層）は完全に侵食されてなくなっている。特にイングルボロ山付近では石灰岩露頭の節理が発達している。古い時代には鉛目当てに石灰岩の採掘が行なわれていた。この石灰岩地帯はカルスト地形になっていて、洞穴や鍾乳洞が多く、山麓では湧き水が多い。
ヨーク地方の北西部にあたるこの一帯は、降水量は年60インチ（約1500mm）と豊富だが、石灰岩に浸透してしまって地表は水が乏しい。そのうえ冬は氷点下に冷え込み、夏も11°C（50°F）程度までしかなく、窪地の湿原にわずかな草が生える程度である。こうした地域では、羊毛用の頑健なスウェイルデール種のヒツジ(Swaledale sheep)が放牧されている。この品種の名はウーズ川上流のスウェイル川流域（スウェイル谷(Swaledale)）からとられている。スウェイル谷（スウェイル・デイル）をはじめ、ウーズ川の北側の支流であるウール川、ニッド川、ワーフ川などの谷は氷河時代に削られて深いU字谷になっている。この谷底は土壌が堆積しているうえ湧き水が豊富で、崖によって冷たい風から守られており、定住に向いている。ヨーク地方北西部ではこうした谷（デイル）に集落が形成され、わずかな草地でヒツジを肥育している。
エア・ギャップより南側のヨーク地方南西部の山塊は、北部に比べると褶曲が強まっていて、石灰岩まで侵食が及んでいない。山脈の中心に近い高標高地域では、石灰岩層の上の砂岩層が残っていて、平坦である。このためペナイン山脈に降った豊富な雨が地表にとどまっていて、砂岩をもとにした薄い土壌が泥炭地をつくっていて、酸性で痩せている。植生はおもにシダ類、ワタスゲ、コケモモやイネ科の雑草が生える程度のヒースになっている。ペナイン山脈に降り注いだ豊富な雨がこの泥炭地を流れて下ってくることで、ヨーク地方南西部の山麓の川は繊維産業に適した軟水となる。この豊富な軟水を利用することで、ヨーク地方南西部は世界的な羊毛工業地帯に発展した。
また、より標高の低い地域では砂岩層の上の石炭層が侵食されずに残っている（ヨークシャー炭田(South Yorkshire Coalfield)）。この炭田はヨーク地方南西部から、ノッティンガム地方、ダービー地方にまで広範囲に広がっていて、近代になってシェフィールドやリーズなどで石炭産業が栄えた。
ヨーク地方の羊毛産業と石炭産業はイギリスの産業革命の牽引役となり、ここで生産された工業製品を運び出すために、ペナイン山脈を横断する交通網が整備されていった。
- 詳細はペナイン山脈参照。

#### ノース・ヨーク・ムーア
「ノース・ヨーク・ムーア(North York Moors)」は広さが1,436km2あり、イギリス最大のムーアである。標高はおおむね1,200フィート（約366m）と高原状で、四方を急崖で囲まれ、ムーアの中にもいくつもの谷が刻まれている。
この地域はおおむねジュラ紀の地層から成っていて、南に傾いた地層が氷期などに差別侵食を受けたことで数々の丘陵地（ヒルズ）や谷（デイル）、低地（ヴェイル）が形成されている。高く取り残された高原・丘陵地には酸性の土壌が薄く形成され、痩せたヒースになっている。それらの土地は天然のヒツジの放牧地として利用されている。削られた谷底には深い土壌が堆積しており、家畜の牧草や飼料、根菜の栽培に利用されている。。
「英国地質学の父」と呼ばれるウィリアム・スミス(1769-1839)がこのムーアの地質の研究をした。いまでも恐竜の足跡の化石がみつかることで地質学の世界ではよく知られており、世界中の研究者がムーアを訪れる。ムーアの北にあるスカーブラには、ウィリアム・スミスを記念した地質学の博物館がある。
ノース・ヨーク・ムーアは、丘陵、谷地、荒野、湿原、森林、居住地、農地、放牧地、海岸線の断崖、湾と砂浜、港など変化に富んでいる。1952年からイギリスの国立公園に指定されており、国内最大の国立公園である。
ノース・ヨーク・ムーアの辺縁から南西に伸びる起伏地帯は「ハワーディアン丘陵(Howardian Hills)」と呼ばれており、イギリスの特別自然美観地域に指定されている。一帯はジュラ紀に形成された石灰岩地形が侵食され、丘や渓谷などの変化に富んで生物相が豊かで、田園地帯が広がり、古代遺跡が散在している。
ノース・ヨーク・ムーア、ハワーディアン丘陵、ヨークシャー台地に囲まれた低地をピカリング平野(The Vale of Pickering)と呼ぶ。ここはかつて氷期に削られた古代湖（ピカリング湖(Lake Pickering)）の名残で、低地部分には湖底堆積層のうえに湛水地が形成されており、肥沃だが農耕には向かない。この地域では湿地状の牧草地としてウシの飼育に利用するほか、排水が行われた場所では穀類の生産も行われている。居住地や鉄道・道路などは低地の辺縁の高いところに形成されている。
極めて古い時代には、この一帯の水系は東へ流れて直接北海へ注いでいたと考えられている。しかし氷期にそれが堰き止められ、丘陵地に取り囲まれた古代湖となった。やがて南側で丘が決壊し、ダーウェント川が南西へ流れるようになった。この決壊によってできたのがカークハム峡谷(Kirkham Gorge)である。

#### ヨークシャー・ウォルズ（台地）
ヨーク地方の東南部には高いところで海抜800フィート（約240m）弱の低起伏地帯が形成されており、「ヨークシャー・ウォルズ」(Yorkshire Wolds)と呼ばれている。「wold（ウォルド）」という語は一般的には「高原」「台地」と邦訳されるが、単に「(the) Wolds（ウォルズ）」といえばヨークシャー・ウォルズのことを指す。
一帯は白亜の台地になっており、乾燥している。この台地上では氷期にも氷河に覆われなかったため、厚みのある土壌が形成されておらず、主に岩石が風化した砂状のロームが薄く表土を覆っている。水はけがよく、台地の上では水に乏しいため、集落は深い谷底に形成されている。土地は痩せているため、施肥によって大麦を栽培して肉牛を飼育するほか、輪作で夏に牧草、冬場は根菜を生産してヒツジを育てている。

#### ヴェイル・オブ・ヨーク（ヨーク谷）
北と東西の高地に挟まれた平坦な低地部分を「ヨーク谷（Vale of York）」という。おおむね標高は100フィート（約30m）弱で、この低地の中央部にはウーズ川とその支流が北から南へ流れている。
川の上流は泥岩や砂岩地帯で、ヨーク市より北では氷期に削られた礫や粘土が層をなしていて、ヨーク市の南では沖積平野が形成されている。この沖積地は古代から中世までは水域や湿地だったが、排水によって肥沃な農地となった。一帯はペナイン山脈の影響でイギリスとしては降雨量が少なく、夏はよく晴れて高温になり、時として猛暑になる。そのため農作物の生育に適し、イングランドにおける小麦地帯の北限としてヨーク地方の主要な穀倉地帯になっている。排水が不十分な粘土地帯や北部の低湿地域ではウシ、高燥地域ではヒツジが飼われている。
ヨーク地方の中心都市であるヨーク市は、氷河時代に運ばれた石（氷堆石）が堆積した低く堅固な丘陵地に築かれている。かつてヨーク谷の南半分が水域だった頃も、ここは陸地だった。ハンバー川とウーズ川を船で遡上してこの地点まで来ることができ、古代ローマ人がそこに築いた要塞がヨーク市の起源になっている。多くの居住地がヨーク谷に集中しているほか、この低地はイングランドの北部と南部を結ぶ主要交通路にもなっている。
- 詳細はVale of York参照。

特にヨーク谷の南部では、ウーズ川・トレント川・ハンバー川などが集まり、広大な低地（ハンバーヘッド低地(Humberhead Levels)）になっている。一帯は氷期に削られた巨大な湖(Glacial Lake Humber)の名残で、古代から中世にかけては大湿地帯だった。中世に多くの水路が築かれて排水がすすみ、低地の平原となった。
- 詳細はHumberhead Levels参照。

#### ホルダネス（低地）
フランバラ岬(Flamborough Head)より南、北海・ブリッドリントン湾に近い東海岸一帯を「ホルダネス」(Holderness、Holderness peninsula)という。ここは白亜地層のうえに、氷河が削った礫や粘土が堆積して中世まで主に低い沼沢地だった。一帯は、近代になって排水と土壌改良がすすみ、肥沃な農耕地帯になった。このあたりでは近郊農業として野菜、根菜、豆類など園芸作物の栽培が行なわれて都市向けに出荷されている。
白亜（石灰岩）質の東海岸は激しい海岸侵食に晒されており、今も年に5フィート(約1.5m)から2ヤード(約1.8m)ずつ削られている。しばしばイギリス史の舞台となり、シェイクスピア作品の舞台にもなった港町レイヴンスパーン(Ravenspurn)など、多くの村が侵食で土地を失い消失した。古代ローマ時代から海岸線は3マイル（約5km）ほど後退したと考えられている。削られた土砂は漂砂となって、ホルダネス地域の南東部でスパーン岬(Spurn)という砂嘴を作っている。
- 詳細はHolderness参照。

### 地質
ヨーク地方の大地形は、それが形成された地質学上の年代区分と、極めて密接な関係がある。
西部に丘陵が連なるペナイン山脈は石炭紀に形成された。中央の盆地状のあたりは三畳紀からペルム紀にかけてできた。ノース・ヨーク・ムーア(North York Moors)一帯はジュラ紀由来、ヨークシャー・ウォルズ（「ヨーク台地」）一帯は白亜紀由来の石灰質の土壌から成っている。

### 自然の景勝地
田園風景とムーア

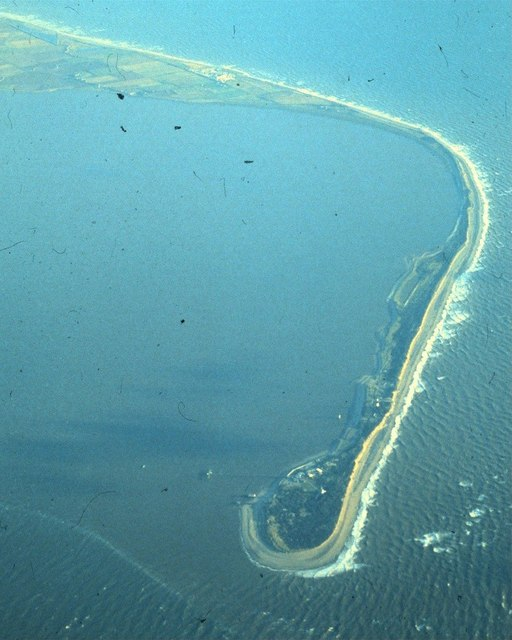
スパーン岬の空撮（1979年）

ヨーク地方のカントリーサイドは、一般に「神の恵みの地方(God's Own County)」と称される。近年は大手新聞の『ガーディアン』紙がヨーク地方北部(North Yorkshire)を「イングランドの庭園(Garden of England)」と言い表すようになった。（この表現は、かつてはケント州に対して用いられていたものである。）
ヨーク地方には、ノース・ヨーク・ムーア国立公園(North York Moors)、ヨークシャー・デイルズ国立公園(Yorkshire Dales)がある。また、山岳部の「ピーク・ディストリクト国立公園(Peak District)」の一部がヨーク地方にまたがっている。ニダー谷（ニダーデイル、(Nidderdale)）やハワーディアン丘陵(Howardian Hills)はイギリスの特別自然美観地域に指定されている。
大部分が以前の「北ライディング」にあたるティーズ谷（ティーズデイル）の上流側は、イングランドでも最大級の「ムーアハウス・上ティーズデイル自然保護区(Moor House-Upper Teesdale)」になっている。
- イングランドおよびウェールズの国立公園、national nature reserveも参照。

海岸地帯
ヨーク地方の海岸の砂浜には海の行楽地がいくつかある。スカボローは鉱泉で人気を博した17世紀に遡るイギリス最古の行楽地である。ウィットビーは旅行雑誌『Holiday Which?』の人気投票でイギリスで一番のビーチになったことがある。
スパーン岬(Spurn Point)、フランバラ岬(Flamborough Head)、及びノース・ヨーク・ムーアの海岸部は、「海岸遺産(Heritage coast)」に指定されている。
これらの地域は断崖の奇観で知られている。たとえばウィットビーにある黒玉の崖や、ファイリー(Filey)にある石灰岩の崖、フランバラ岬の白亜の崖などがその例である。王立の鳥類の保護学会(RSPB、Royal Society for the Protection of Birds)では、ベンプトン・クリフ(Bempton Cliffs)などの海岸で、シロカツオドリ、ニシツノメドリ、オオハシウミガラスなどの野鳥保護をしている。
スパーン岬
スパーン岬は3マイル（約5km）ほどの細長い砂嘴である。激しく侵食されたホルダネスの海岸の土砂が流されて形成されるもので、約250年サイクルで形成されたり消滅したりを繰り返していることで知られている。ここはワイルドライフ・トラスト(The Wildlife Trusts)のヨーク支部(Yorkshire Wildlife Trust)が自然保護をしている。
- 詳細はTopographical areas of Yorkshireを参照。

## 都市と経済

### ヨーク地方の羊毛産業と石炭産業

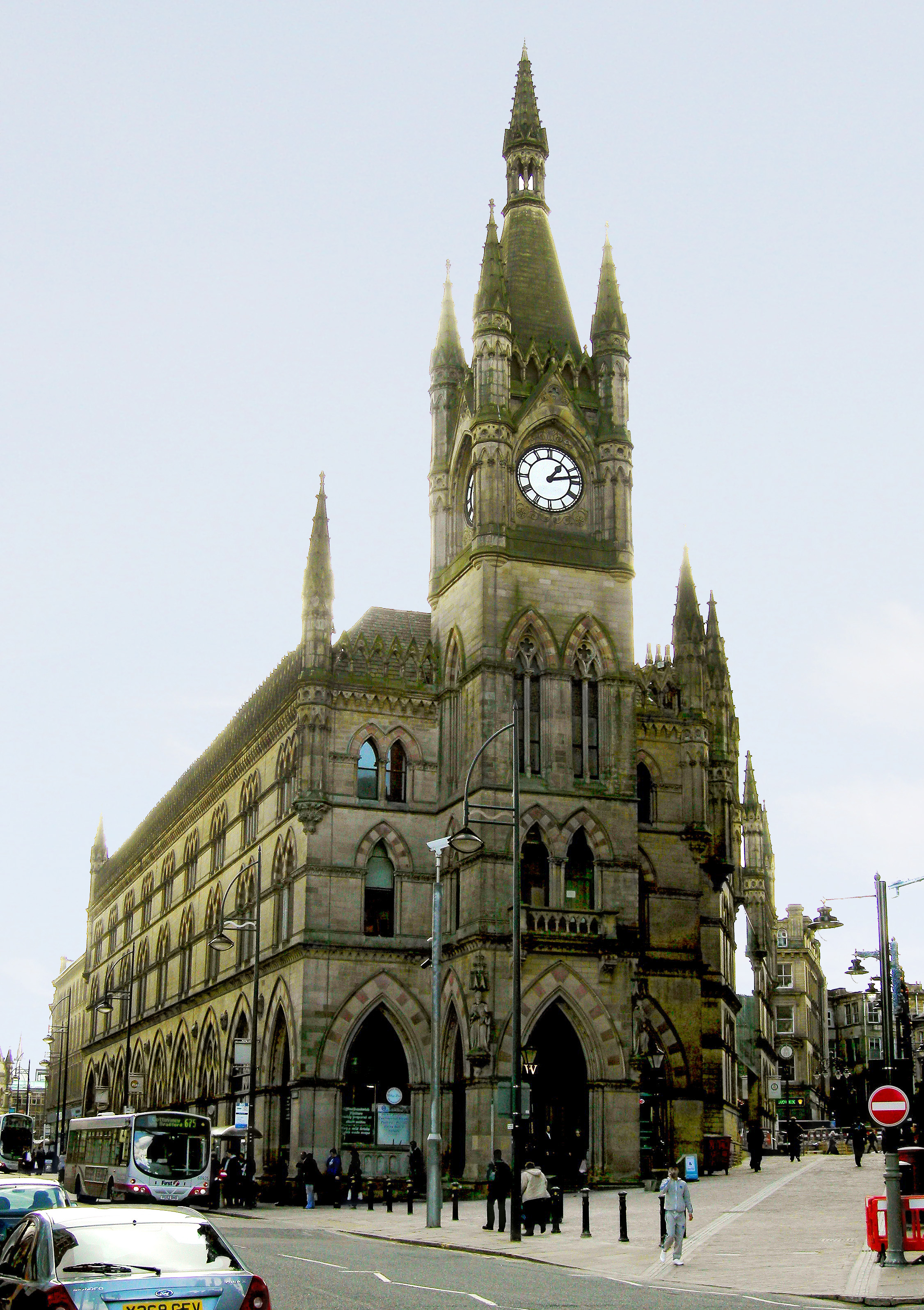
ブラッドフォードにある19世紀の羊毛取引所

古代に軍都として建都されたヨーク市は、その後も政治、宗教、文化の中心地だった。一方、近代になってヨーク地方南西部のリーズやシェフィールドなどの一帯では、羊毛産業と石炭産業が興り、産業革命によって、イングランドのみならず、世界の毛織物産業の中心地の一つとなった。
この地方がイギリス最大の羊毛工業地帯となった要因は、地元から石炭、岩塩と、繊維生産に欠かせないソーダを産し、ペナイン山脈の豊富な雨量が工業用水、とりわけ軟水を供給したことによる。なかでも生産の中心はブラッドフォードで、リーズが集散地だった。
さらに、リーズやシェフィールドなどの一帯は石炭を産し、「ヨークシャー炭田」と呼ばれた。19世紀と20世紀にはヨーク地方南部は石炭業で栄えた。特にバーンズリー、ウェイクフィールドがその主要地である。採掘された石炭は地元の重工業地帯を支えても余りあり、運河でハルへ運んで輸出していた。
しかし、第二次世界大戦後に石炭産業は斜陽化し、1970年代後半までにこの地域の炭砿は6箇所だけになってしまった。1984年3月6日、国営の石炭企業NCB(National Coal Board)がイギリス全土で20箇所の炭砿を閉山すると発表し、石炭業は存亡の危機を迎えた。2004年3月時点では操業中の炭鉱は3箇所あったが、2007年の時点ではロザラム近郊のモルトビー炭鉱(Maltby Colliery)1つになった。
これらの工業地帯の諸都市は人口も大きく伸び、都市化が進んだ。しかし羊毛工業・石炭産業などが斜陽化すると、衰退する都市が出たり、金融業などにシフトする都市もでている。

### 主な大都市
シティ・オブ・リーズはヨーク地方最大の都市圏で、商業・貿易の中心地になっている。中核をなすリーズ市はイギリスの金融の中心地である。1086年の検地帳（ドゥームズデイ・ブック）に登場するリーズは人口200の村だったが、中世に小規模なマーケットタウンとなった。大きな市は年に2回あり、そのときはヨーク地方一円から人が集まったものの、普段は住民はもっぱら農業で生計をたてていた。13世紀頃までは、せいぜい人口1000人程度であっただろうと推測されている。16世紀から17世紀にかけて、リーズは周辺地域で生産された安価だが良質な織物が集まる商取引の場として発展し、人口が一気に増えた。リーズは世界的な羊毛産業の中心地となり、「羊毛で出来た町（a city built on wool）」と呼ばれるようになった。石炭業も栄えたが、近年は金融産業・情報産業に産業転換を成功させ、経済発展を遂げている。
シェフィールドはかつて石炭業や鉄鋼業といった重工業で栄えた。これらの産業が斜陽化すると、第三次産業や小売業の管理部門の誘致を行った。シェフィールドにあるショッピングセンターのメドウホール・センター(Meadowhall Centre)はヨーク地方では最大規模で、イギリスで10位の大きさである。また、シェフィールドの重工業が衰退後、再開発によって、TWI社(The Welding Institute)などのハイテク産業を誘致している。このほか、ボーイング社と提携して工業団地(Advanced Manufacturing Park)を整備している。
ブラッドフォードはかつて羊毛産業で大いに栄えた都市である。とりわけヴィクトリア朝時代(1837-1901)に建てられた壮麗な建物が目立ち、1867年築の羊毛取引所(en:Wool Exchange, Bradford)はヨーク地方の羊毛産業の栄光の象徴であると同時に、ブラッドフォードを象徴する建物である。これらのヴィクトリア建築は第二次世界大戦後に次々と取り壊されてオフィスビルが建てられていったが、まもなく繊維産業が衰え、都市経済も衰退すると無秩序に開発された空き室だらけのオフィス街が残された。市の財政も苦しく、残ったヴィクトリア建築を切り売りして財政に当てる状況に陥った。
このほか、ハリファクス、キースリー、ハダースフィールド、デューズベリ、などかつて栄えた諸都市も繊維産業の衰退とともに勢いを失っている。
ハルにはヨーク地方最大の港湾がある。かつてはイギリス1位の漁獲量を誇っていた。近年は水産業は落ち込んだが、生産拠点と貿易輸出入の拠点となっていて、イギリス国内でロンドン、リヴァプールに次ぐ3位の貿易港になっている。
| 順位 | 市・町名           | 英名               | カウンティ | 人口    |
| ---- | ------------------ | ------------------ | ---------- | ------- |
| 1    | リーズ             | Leeds              | 西         | 750,700 |
| 2    | シェフィールド     | Sheffield          | 南         | 551,800 |
| 3    | ブラッドフォード   | Bradford           | 西         | 293,717 |
| 4    | ハル               | Kingston upon Hull | 東         | 256,100 |
| 5    | ヨーク             | York               | 北         | 197,800 |
| 6    | ハダースフィールド | Huddersfield       | 西         | 146,234 |
| 7    | ミドルスバラ       | Middlesbrough      | 北         | 138,400 |
| 8    | ドンカスター       | Doncaster          | 南         | 127,851 |
| 9    | ロザラム           | Rotherham          | 南         | 117,262 |
| 10   | ハリファクス       | Halifax            | 西         | 082,056 |
| 11   | バーンズリー       | Barnsley           | 南         | 081,251 |
| 12   | ウェイクフィールド | Wakefield          | 西         | 075,886 |
| 13   | ハロゲイト         | Harrogate          | 北         | 071,594 |
| 14   | キースリー         | Keighley           | 西         | 070,000 |
| 15   | デューズベリ       | Dewsbury           | 西         | 054,341 |
| 16   | スカボロー         | Scarborough        | 北         | 050,135 |
| 17   | バトリー           | Batley             | 西         | 049,448 |
| 18   | カスターフォード   | Casterford         | 西         | 039,191 |
| 19   | レッドカー         | Redcar             | 北         | 036,610 |
| 20   | ブリッドリントン   | Bridlington        | 東         | 035,369 |

### 観光業
ノース・ヨーク・ムーア(North York Moors)、ヨークシャー・デイルズ(Yorkshire Dales)のふたつの国立公園を擁するノース・ヨークシャーは観光業が確立されている。ヨーク、ハロゲイト、スカボロー、リーズも観光が盛んである。

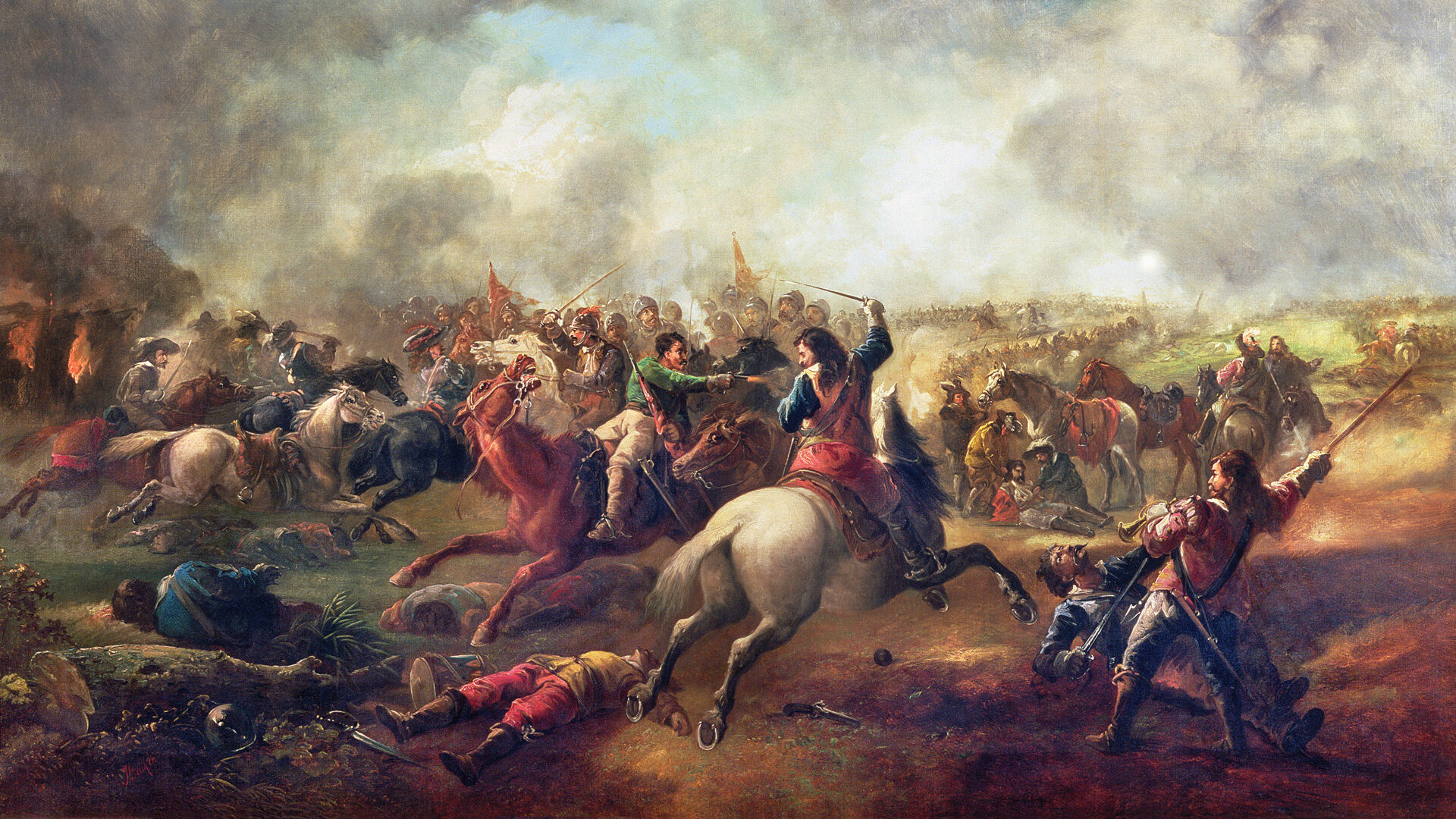
イングランドの運命を決めたマーストン・ムーアの戦い

ヨークはヨーク地方の名前のもとになった古都で、紀元71年にウーズ川とフォス川の合流地点に設けられたエボラクム城塞(Eboracum)が起源である。ジョージ6世が「ヨークの歴史はイングランドの歴史である」と言ったように、ヨークはイングランドを形成した様々な民族によって支配されてきて、とくに軍事、宗教、文化の点でイングランドの中心地のひとつだった。12世紀から250年をかけて完成したヨーク大聖堂は、宗教政策の観点でイングランドを南北に二分して治めるための拠点である。
ヨークでは12世紀以来の中世の石造りの城壁や城門がいまも使われている。ヨークには町に関する特有の表現があり、道(street)のことを「ゲート(Gate)」、門(gate)のことを「バー(Bar)」と言う。道(street)を「ゲート(gate)」と言うのは、スウェーデン語の「gatan」（英語のstreetに相当）から来ていると考えられている。
中世にイングランドが統一されてからは、ヨークは商業や工業の点でもイングランドの中心的役割を担ってきた。14世紀の史料によれば、ヨークはロンドン、ブリストルに次いでイングランド3位の経済力をもっていた。ウーズ川の水運は何百年にも渡ってイングランドの経済を支え、近代に鉄道が発明されると、ヨークはイングランドの鉄道網の一大拠点となった。ヨークには世界最大と言われる国立鉄道博物館があり、毎年100万人近い来場客がある。
ハロゲイトはヴィクトリア朝時代に温泉（鉱泉）で人気になった保養地の町である。町の名前はヴァイキングの言葉で「石山(hǫrgr)」＋「通り(gata)」から来ているとされる。ハロゲイトの鉱泉を飲むと病に効くといって貴族が集まるようになり、やがてトルコ式の蒸し風呂が設けられて保養地として人気を博した。町なかにはアール・ヌーヴォーやヴィクトリア様式の建築が多く並んでいる。文化人が多く集まったことでも知られており、詩人バイロンが有名である。ミステリー・ファンには、アガサ・クリスティの失踪事件の舞台としても知られている。
ハロゲイトは紅茶でも有名で、イギリスを代表するBettysがある。「ベティーズ」はたびたび英国紅茶協会(UK Tea Council)の「イギリス最高の紅茶店」に選ばれており、「ガーディアン」紙は「北イングランドに行くことがあれば、ベティーズに行くべきだ」と評している。
ハロゲイトは、現代のイギリスを代表する金融都市リーズに近く、ハロゲイトにも法曹街や金融街があり、リーズの高級ベッドタウンにもなっている。コンベンションセンターや国内3番めの大きさをもつ国際展示場(Harrogate International Centre)もあって、ヨーロッパの様々な会議や展示会が開催される。
キースリーはエア川の上流、エア・ギャップの谷あいの町で、ペナイン山脈を東西に越える交通路の中継地として発展した。羊毛産業の隆盛期には栄えたが、近年はブロンテ姉妹で有名な村ハワースへの観光の起点として知られている。
ハワースはブロンテ姉妹が住んでいた町で、『嵐が丘』の舞台にもなった。姉妹にちなんで一帯は「ブロンテ・カントリー(Brontë Country)」との愛称があり、世界中から観光客が訪れる。
リポンは七王国時代に遡る古都で、ノーサンブリア王国の神官ウィリフリドが建都した宗教都市である。人口は少ないが、古くから巡礼の町として信仰を集めてきた。リポン大聖堂(Ripon Cathedral)や世界遺産のファウンテンズ修道院で知られている。
ホウズ(Hawes)はペナイン山脈の山中、ヨークシャー・デイルズ国立公園の真ん中にある小さな村である。景観の美しいウェンズレーデイル(Wensleydale)に位置し、美しい町並みと風光明媚なデイルズ目当ての旅行者が訪れる。
スカボロー(スカーボロ、スカーブラなどの表記もある)は北海に面した海岸のリゾート地である。ケルトの時代からこの地方の海岸の要衝であり、紀元前5世紀頃から砦が築かれていた。その後やってきたローマ人は、海岸に沿って狼煙台を建設した。長らく軍事要塞として重要視され、北のスコットランドに対する備えとしてスカボロー城(Scarborough Castle)が築かれてきたが、イングランド内戦では大きな戦いがあって荒廃した。その後、温泉(The Spa)の開発によってリゾート地として栄えていった。
ソルテアは ヴィクトリア時代にブラッドフォードのソルト・ミル紡績工場(Salts Mill)で成功した実業家のタイタス・ソルト(Titus Salt)が築いた町である。この工場の労働者のために、工場とリーズ・リヴァプール運河を隔てた対岸の土地に、住宅、学校、教会、診療所、救貧所、共同浴場などを揃えたモデル・ヴィレッジ (model village)となった。ヴィクトリア様式で統一された町並みはユネスコの世界遺産登録物件であると同時にヨーロッパ産業遺産の道のアンカーポイントの一つでもある。

### 企業
ヨーク地方創業、もしくは拠点を置く大企業は次の通り。

## 農林水産業

### 農業
一般にイングランド北部は日照時間が短く、気温が低く、土壌が痩せ、特にペナイン山脈の東側は降水量が少なく乾燥しており、農業には不利とみなされている。例外的に、ヨーク谷などの低地にはかつて湿地が広がっており、これが中世以降に排水されて農耕に適した肥沃な土壌となった。この地域はペナイン山脈の影響で例外的に晴天が多く、日照時間が長く、気温が高くなるため、イングランドにおける小麦栽培の北限になっている。また、都市部近郊では排水後の土地で近郊農業が行われ、根菜類・野菜類などの園芸作物が生産されている。南西部にはルバーブの栽培が盛んな「ルバーブ・トライアングル(Rhubarb Triangle)」と呼ばれる地域があり、石炭暖房による冬季の促成栽培が営まれている。

### 畜産
一般にヨーク地方は穀倉地帯というよりは、畜産の盛んな地域とみなされている。ヨーク地方には広大な天然の放牧地があり、小麦の作付可能な地域でさえも家畜の飼料に適した大麦を生産し、ウシ、ヒツジなどが飼育されている。また、大麦はオートミールやビールの原料としても用いられ、ヨーク地方の食文化を支えている。
家畜は様々な品種がヨーク地方で創出されている。世界で最初に家畜の血統登録制度ができたのはウマのサラブレッド種（1791年設立）であるが、2番めはヨーク地方で創出されたウシの「ショートホーン種(Shorthorn)」（1822年）である。また19世紀半ばにヨーク地方で生まれたブタの「ヨークシャー種」は世界で最もポピュラーなブタ品種であり、世界中で品種改良にあてられた。このほかイヌのヨークシャー・テリアも高い知名度を持っており、これらはヨーク地方の品種改良技術の高さの象徴とみなされている。
「ショートホーン種」は、コリング兄弟（兄・ロバート (Robert Colling) と弟チャールズ (Charles Colling)）によって創出された。乳肉両用として創出された「ショートホーン種」は肉用と乳用に分化してさらに改良が行なわれ、特に肉用の「ショートホーン種」は世界中で繁栄した。20世紀初頭のイギリスでは、国内の肉牛の総頭数700万頭のうち450万頭が「ショートホーン種」だった。明治時代の日本にも持ち込まれて日本短角種の祖になっている。乳用では、ヨーク地方北部とダラム地方・ノーサンバランド地方にまたがるティーズ川流域で、「ショートホーン種」を改良した「デイリー・ショートホーン種(Dairy Shorthorn)」が創出された。「デイリー・ショートホーン種」は1912年に血統登録が始まり、当時のイギリスでは乳牛の7割を占めるまでに繁栄した。日本にも持ち込まれて「ホルスタイン種」が普及するまでは乳牛として用いられ、「ショートホーン種」とともに日本短角種の祖になっている。
肉用「ショートホーン種」はアメリカで大繁栄し、やがてアメリカ産の安価な牛肉がイギリスへ輸入されるようになると、イギリス国内の肉用「ショートホーン種」は頭数を減らしてしまった。乳用「ショートホーン種」も世界中に輸出され、アメリカでは「六大乳用牛」の1つとなった。しかし様々な乳用専用種の改良が進むにしたがって見劣りするようになり、淘汰されていった。イギリス国内の乳用「ショートホーン種」の占有率は、2000年には数パーセント以下で、アメリカでは0.1パーセントに満たない。もはや21世紀にはイギリス国内の肉用「ショートホーン種」は1000頭あまりに過ぎず、乳用「ショートホーン種」が10000頭程度である。しかしイギリスでは、「ショートホーン種」はイギリスの家畜改良技術の栄光の象徴とみなされている。
ヨーク地方はブタの品種改良でも決定的な役割を果たした。19世紀中頃にヨーク地方で改良されて登場した「ヨークシャー種」は、21世紀になった今でも世界で最もポピュラーなブタ品種である。ブタの「ヨークシャー種」には大・中・小の品種があり、このうち「中」がイギリスではミドル・ホワイト(Middle White)と呼ばれているが、日本では明治時代にこれが「ヨークシャー種」の名前で登録された。「大」はイギリスではラージ・ホワイト(Large White pig)で、日本では「大ヨークシャー種」の名前で登録されている。「小」は絶滅した。「中」である「ヨークシャー種」は日本でも1960年代まではブタの90%を占めていたが、飼育技術の進歩によって「大」にとって代わられている。「大ヨークシャー(ラージホワイト)」はアメリカでもブタの三大品種となったほか、世界中で在来種に品種改良に用いられた。世界各国のさまざまな「ランドレース種」（Landraceは「地元の在来種」の意味）は「大」「中」の「ヨークシャー種」の血を引いている。
ヨーク地方固有のヒツジは、世界的に影響をもたらしたわけではないが、この地方では支配的な地位をもったローカル種「スウェイルデイル種(Swaledale)」がいる。
「スウェイルデイル種」はウーズ川上流のスウェイル川流域（スウェイル谷）からその名をとられており、イングランド中部から北部にかけて広く飼育されているヒツジである。古くからヨーク地方西部のペナイン山脈の厳しい環境に適応してきた品種と考えられており、1920年代に血統管理されるようになった。岩の多い地形を素早く動きまわる丈夫で敏捷な脚と、荒野（ヒースやムーア）にわずかに生える草を食べるための幅広の歯を持っている。家畜化されたヒツジは一般に中間毛（ヘアー）と緬毛（ウール）を持っていて、特に品種改良によってウールしか持たないメリノ種が珍重されるようになったが、「スウェイルデイル種」は中間毛（ヘアー）と緬毛（ウール）の両方を維持している。そのため羊毛としては価値が低いが、ヨーク地方の厳しい気候には適している。「スウェイルデイル種」は1998年のイギリスの統計で国内に50万頭が飼育されており、これは日本のすべてのヒツジの頭数の30倍以上にあたる。
「ティーズウォーター種(Teeswater)」はヨーク地方北境のティーズ川流域のヒツジである。古いタイプの品種で、大型だが、頑健で従順で多産なので、牧草の乏しいヨーク地方でも長く細々と飼育されてきた。イングランドの長毛種としては代表的な品種の一つで、イングランドの長毛種の祖になってきたとも考えられている。この「ティーズウォーター種」から1838年に創出されたのが「ウェンズレーデイル(Wensleydale)種」である。「ウェンズレーデイル種」はヨーク地方西部のウェンズレー谷からその名を取られている品種で、長毛ながら緬毛（ウール）だけを持ち（中間毛（ヘアー）を持たない）、独特の青みがかった毛色をしている。原産地ではこの「ウェンズレーデイル種」の乳で作ったチーズ（ウェンズリーチーズ。#食文化節参照）が特産品となったが、「ウェンズレーデイル種」は一時200頭弱にまで数を減らして希少家畜保護(Rare Breeds Survival Trust)の対象になっている。近年は800頭あまりにまで回復したが、特産のウェンズリーチーズは主に牛乳で作られるようになった。
畜産動物というよりもっぱら愛玩動物だが、イヌのヨークシャー・テリアやエアデール・テリアもヨーク地方で創出された品種である。ヨークシャー・テリアは家の中でネズミを捕るためにヨーク地方の都市部で品種改良されたもの、エアデール・テリアは川の中で猟をするためにエア川やワーフ川流域で品種改良されたものであり、いずれもヨーク地方の高い品種改良技術によって生み出されたものである。
| 種 | 品種名                                 | 英名                     |
| 牛 | ショートホーン                         | Shorthorn                |
| 牛 | デアリー・ショートホーン               | Dairy Shorthorn          |
| 豚 | ヨークシャー                           | Middle White             |
| 豚 | 大ヨークシャー                         | Large White              |
| 豚 | ヨークシャー・ブルー・アンド・ホワイト | Yorkshire Blue and White |
| 羊 | スウェイルデール                       | Swaledale sheep          |
| 羊 | ウェンズレーデール                     | Wensleydale              |
| 羊 | ホワイトフェイス・ウッドランド         | Whitefaced Woodland      |
| 馬 | ヨークシャー・コーチ                   | Yorkshire Coach Horse    |
| 犬 | ヨークシャー・テリア                   | Yorkshire Terrier        |
| 犬 | エアデール・テリア                     | Airedale Terrier         |

### 水産業と港湾

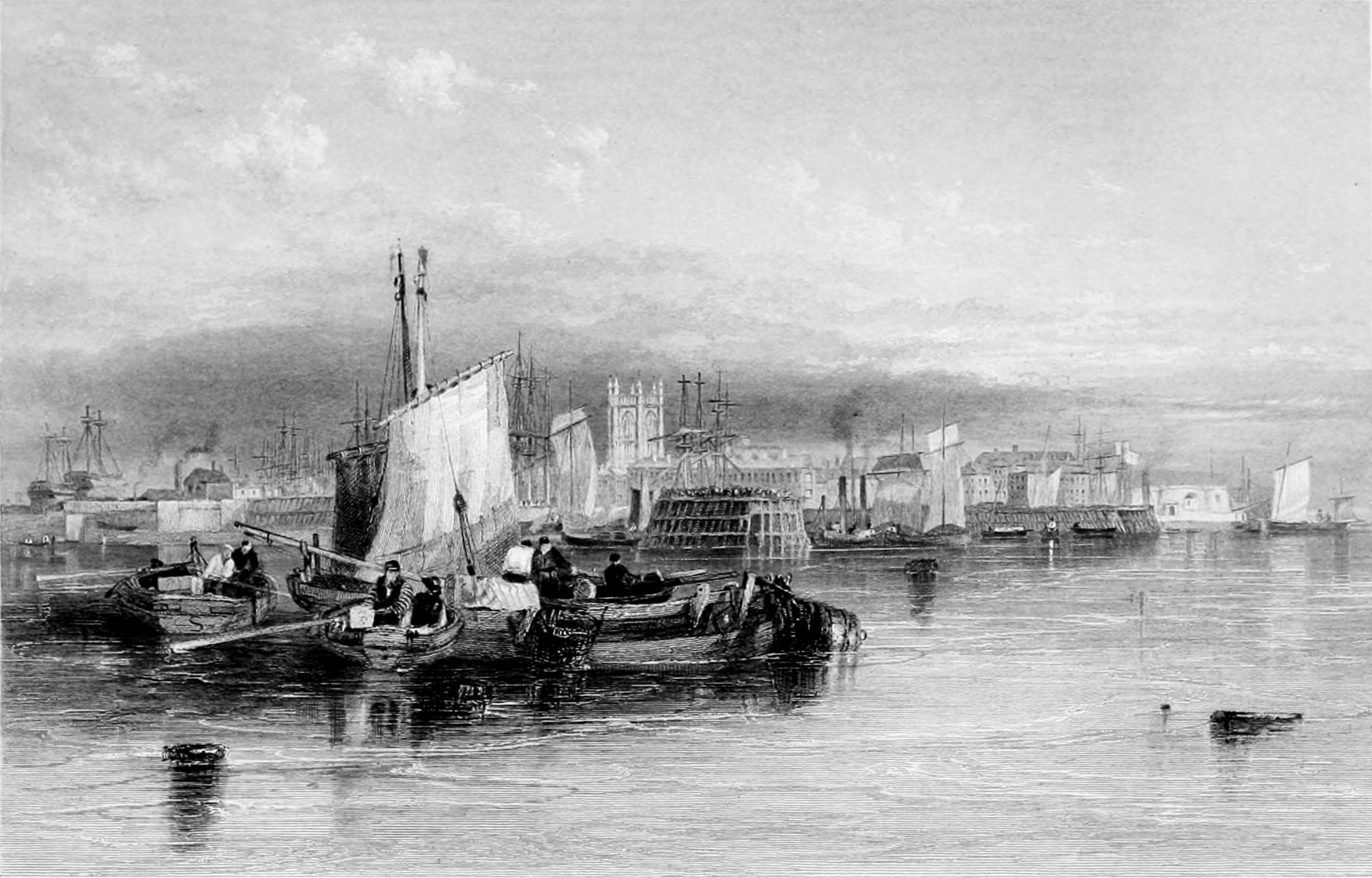
19世紀半ばのハル港

古くはウーズ川とエア川の合流地点にあるグール(Goole)などの川港が栄えたが、大型船の建造技術が発達すると、もっと広い水道に面する港が発展した。なかでもハンバー川に面したハルはイギリス有数の漁港都市で、イギリス全体の18%の漁獲量を担う水揚げ量国内1位の港だった。北海有数の漁場ドッガーバンクに近く、ハンバー川が大きく南へ曲がるために川床がえぐれて深く、北海からハルまでは川の水深が5尋（約9m）ある。そのため大型船が入港でき、それでいてハル川に入ってしまえば水が穏やかで小中船舶の停泊に向く。ハルは漁業のほか、造船業、貨物の取り扱いなどで大きく発展し、20世紀にはヨーロッパを代表する港湾都市の一つとなった。しかしそのせいで第二次世界大戦中にはドイツ軍による空襲（ハル空襲(Hull Blitz)）の標的となり、大きな被害を被った。
ハルは18世紀には捕鯨で賑わい、19世紀に発明されたトロール漁業によって、ドッガーバンクで操業するトロール漁船が集まって港と町がさらに発展した。鉄道網の整備によって水揚げした魚を新鮮なまま都市部へ輸送できるようになったこと、冷凍技術の確立によって遠洋漁業が可能になったことなどでさらに漁業が躍進し、最盛期にはここから100隻を超える漁船団がノルウェーやアイスランドの沖合、果ては白海にまで進出し、タラやオヒョウを獲っていた。しかし1970年代のタラ戦争によって遠洋漁業は打撃を受けた。
このほか、ハルの対岸にあるイミンガム(Immingham)やグリムスビー(Grimsby)も同じように漁業で栄えた町である。グリムスビーはかつて国内水揚げ量2位の漁業の町で、イミンガムは20世紀になって大型船の停泊可能な埠頭(Port of Immingham)が建設された新しい町である。イミンガムはハルよりも北海に近く、特に輸出入貿易の貨物量はハルの2倍に及ぶ。かつて、ハンバー川北岸のハル（ヨーク地方）と、南岸のグリムスビーやイミンガム（リンカン地方）はハンバー川によって隔てられて交通は不便だったが、1981年にハンバー橋(Humber Bridge)が開通して短絡路となると、一気に距離が近くなった。

## ヨーク地方の小史
第二次世界大戦期に「ヨーク公(Duke of York)」から国王になったジョージ6世はこのように述べた。ヨーク地方は、古代ローマ人によるブリタニア建国、アングロ・サクソン王国、ヴァイキングの侵入、そしてノルマン人による征服、国教の誕生、薔薇戦争、清教徒革命、産業革命で重要な舞台になり、イングランド史の大きな出来事が起きている。イングランド史のなかで大きな戦いとして知られる「スタンフォード・ブリッジの戦い」（1066年）、「スタンダードの戦い」（1138年）、「ウェイクフィールドの戦い」（1460年）、「タウトンの戦い」（1461年）、「マーストン・ムーアの戦い」（1644年）はヨーク地方で起きた。
- 詳しくはHistory of Yorkshireを参照。

### 先史時代とケルト

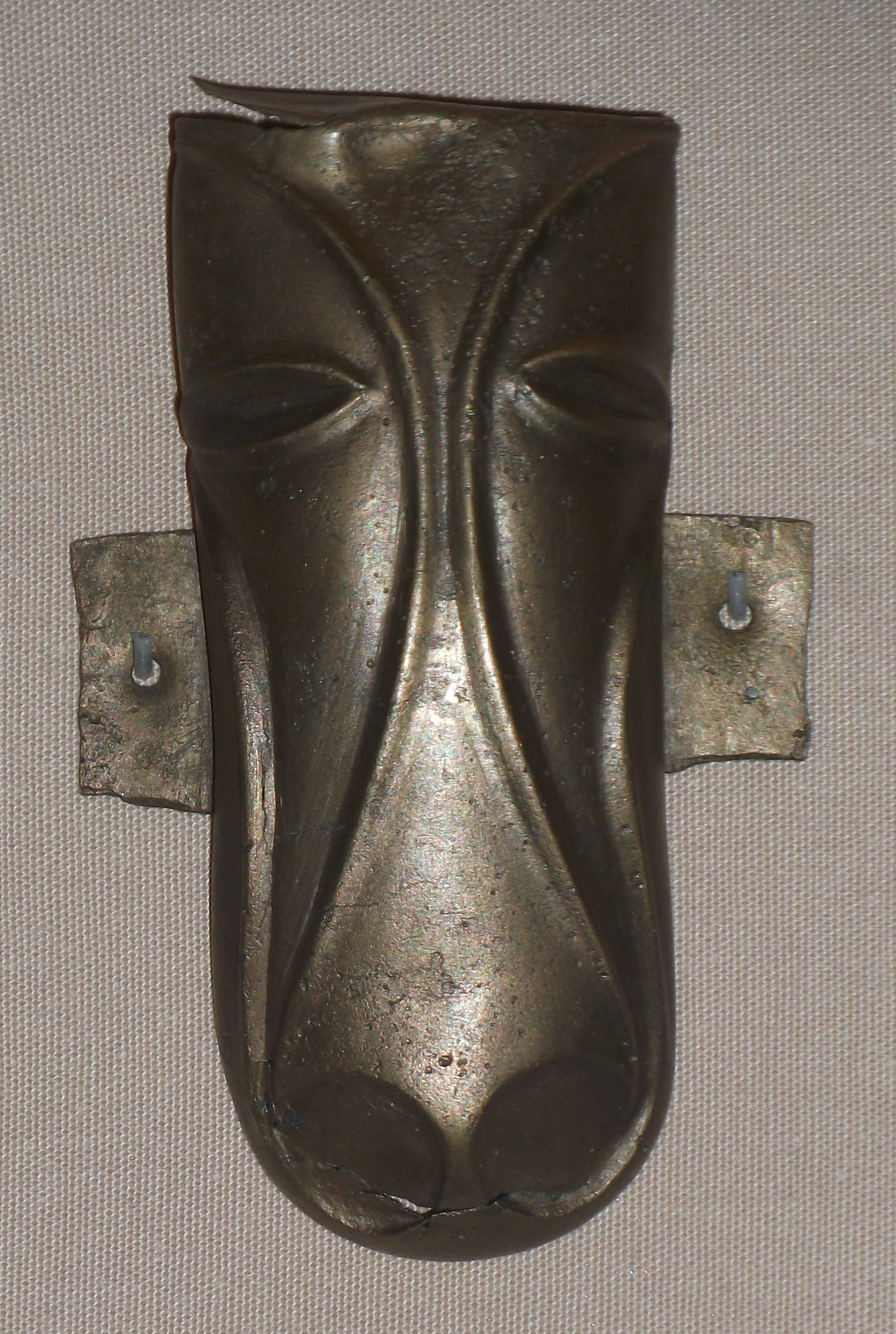
大英博物館に収蔵されているスタンウィックの馬用銅仮面

ローマ人が紀元前1世紀に進入するより前のイングランドのことは文献史料に欠き、よくわかっていない。それでも農耕に適したイングランド南部は大陸と盛んに交易を行い、多くの言及を残しているが、農耕に向かないイングランド北部はそれもない。各地から青銅器時代か新石器時代に遡るとみられる遺跡が見つかってはいるものの、その意味や役割はほとんど解明されていない。
そのなかでもヨーク地方の東部では、大陸のラ・テーヌ文化の影響を受けたと思しきアラス文化(Arras culture)と呼ばれるケルト人グループが知られている。鉄器時代後期に栄えたとみられ、ヨークシャー台地と、当時はまだ湿地帯だった南北の低地一帯に戦車葬(Chariot burial)と呼ばれる墳墓遺跡が分布している。特にウェットワング遺跡(Wetwang Slack)がアラス文化の重要な遺跡として知られている。このあたりは紀元後40年頃の貨幣が見つかっており、ローマ以前のイングランドにおける貨幣流通の北限とされている。彼らは湿地に死体を埋める風習を持っていて、人身御供が行なわれていたのではないかと推測されている。
ヨーク地方の北部のスタンウィック(Stanwick)には、イングランド北部を代表するオッピドゥム（ケルトの都市）の遺跡がある。1950年代になって本格的な遺跡調査が行なわれ、紀元前50年から紀元100年頃のものと推定される銅製の馬用の仮面が発見されている。
紀元後40年代にローマがイングランドへ侵攻するようになってから、ローマ人による記録によってイングランドの様子が伝えられている。ローマ人がヨーク地方にまで到達したのは紀元後70年代で、その頃のヨーク地方は大部分がブリガンテス族(Brigantes)の縄張りだった。彼らは当時のイングランドのケルト人のなかで最大勢力であり、スタンウィックを中心としてヨーク地方北部から西部を支配していた。
一方、ヨーク地方東部は、ハンバー(Humber)に近いペトアリア(Petuaria)を本拠とするパリシ族(Parisi)の縄張りだった。彼らは、おそらくフランス（ルテティア）のゴール人の一派パリシイ族(Parisii)と関連があると考えられている。（パリシイ族はいまのフランスの首都パリの名のもとになった部族である。）パリシ族はローマに恭順し、ペトアリアはパリシ族の「国都」（ローマ人は「キウィタス」と呼ぶ）となった。これはのちにブロー(Brough)の町となって現代に至る。

### ローマ時代
西暦43年からローマ皇帝クラウディウスがブリタニア遠征(Roman conquest of Britain)を行った。イングランド南部がローマによって征服されると、ヨーク地方を支配していたブリガンテス族はローマ帝国に恭順して属国として生きながらえる道を選んだ。当時のブリガンテス族を率いていたのは女王カルティマンドゥア(Cartimandua)と、その夫ウェヌティウス(Venutius)である。はじめは、ローマ人も、ブリタニアでもっとも戦闘的な部族と知られたブリガンテス族も、この支配体制を受け入れ、カルティマンドゥアはローマ人とうまく渡りをつけてブリガンテス族を治めていた。
- 関連項目：ローマによるブリタンニア侵攻 (紀元前55年-紀元前54年)

その後、カルティマンドゥアは、夫のウェヌティウスの小姓だったウェロカトゥス(Vellocatus)と通じるようになり、ウェヌティウスを退けてウェロカトゥスを新たな夫に迎えた。ウェヌティウスはかねがねローマの属国となることを不満に思っており、これを機に部族を煽動して女王とローマ人に対する反乱を起こした。
反乱は一度は鎮圧されたが、二度めの蜂起でウェヌティウスは女王を追い落とし、自ら部族の王となった。しかしまもなくローマ軍のケリアリス将軍がこれを討伐し、西暦71年にウェヌティウスも敗走した。これによってヨーク地方全域がローマの支配下になった。その後、ブリガンテス族は中心地（国都）をアルボロ（Aldborough）にあるIsurium Brigantumに移した。古代ローマのプトレマイオスは、著書『地理学』のなかで、ブリガンテス族の「ポリス」9箇所のうち、6箇所が当時のヨーク地方に属していた、と記している。
ローマ人はブリタニア全土を二分割し、南部に上ブリタニア州（Britannia Superior、州都はロンディニウム（現在のロンドン））、北部に下ブリタニア州(Britannia Inferior)をおいて城塞都市エボラクム(Eboracum)をその州都とした。エボラクムは現在のヨーク市の古名である。
下ブリタニア州は広大なローマ帝国のなかで最も辺境の地で、かつ最後に征服された地域であり、北の「蛮族」カレドニア人に備えるための軍団がおかれていた。この軍事力を背景に、ローマ時代のエボラクムでは、古代ローマ史上の重要な出来事が時々起きている。ローマ皇帝セウェルス（在位193-211年）は、没する前の最後の2年間をエボラクムで過ごし、ローマ帝国を治めた。コンスタンティウス1世は360年にヨーク地方を訪れ、そこで没している。その息子で、キリスト教をローマの国教と定めたことで知られるコンスタンティヌス1世は、エボラクムで即位を宣言した。
ローマ人は主要拠点を結ぶ石畳の道を整備した。ヨーク地方では、東回りのアーミン街道（アーミン・ストリート(Ermine Street)）がエボラクラムを中継地として南北を縦貫していた。アーミン街道は途中でハンバーを船で渡る必要があり、季節によっては荒天で長く足止めされることがあるため、迂回路のローマ古道（ローマン・リッジ(Roman Ridge)）も敷かれていた。この街道は北方へ伸び、カタラクトリウム（現在のカタリック(Catterick)）で分岐してカレドニア（現在のスコットランド）へ向かっている。ローマ人が築いた街道は長きに渡り、北イングランドの大動脈になった。このほかローマ人は、ヨーク地方の北東海岸（ノース・ヨーク・ムーアの沿岸部）に信号所を整備している。
ローマ帝国は、ゲルマン民族の大移動が起きると衰退し、辺境を守る兵力を維持できなくなっていった。5世紀のはじめ頃、とうとうローマ人はブリタニアを去り、ローマによるブリタニア支配は終焉を迎えた。
- 詳細はEnd of Roman rule in Britain参照。

### ケルトの復活と七王国時代
ローマが去ったあとのイングランドは七王国時代と呼ばれる戦国期を迎えた。しかしこの時期のことは文献史料に乏しく、詳しくはわかっていない。はじめ、ヨーク地方にはケルト人の小王国がいくつか興った。ヨーク市近辺のエブラク国(Kingdom of Ebrauc)や、西ヨーク地方(West Yorkshire)のエルメット王国( Kingdom of Elmet)が有名である。
ローマ人と入れ替わるようにイングランドに侵入してきたのがアングロ・サクソン人と呼ばれる人々である。彼らがイングランド各地に「七王国」を建てていった。ヨーク地方では560年にアングル人のエリ王(Ælla of DeiraないしÆthelric of Deira)がデイラ王国(Deira)を建国した。デイラ王国の版図はおおむね南はハンバー、北はティーズ川までの地域で、後のヨーク地方にほぼ相当する。デイラ王国は、さらに北隣にできたバーニシア王国(Bernicia)と争いを繰り返したが、7世紀に入るとバーニシア王とデイラ王女の結婚によって王国が統合され、ノーサンブリア王国となった。この時期に「エボラクム(Eboracum)」はアングロサクソン風の表記で「エオフォヴィック（Eoforwīc、Eoforwic）」へと転訛していった。
ケルト人のエルメット王国は、アングル人のノーサンブリア王国にもしばらく屈しなかった。しかし7世紀のはじめノーサンブリア王国のエドウィン王(Edwin of Northumbria)は、エルメット王国からカラタクス王(Caratacus,Ceretic of Elmet)を駆逐し、エルメット王国を滅ぼして領地を併合した。これによってノーサンブリア王国は、西はアイルランド海から東の北海まで、北はエディンバラから南はハラム周辺(Hallamshire、現在のシェフィールド一帯)までを版図を広げたエドウィン王時代のノーサンブリア王国は最盛期を迎え、ヨークを王都として、イングランド南部のウェセックスまで影響下に置いた。

### ヴァイキングの侵入
9世紀に入ると、いわゆるヴァイキングの襲来がノーサンブリア王国を脅かすようになった。ヴァイキングは主にヨーロッパ北部にいたデーン人（ノルマン人の一派）からなり、さまざまな族長が小集団を率いて入れ替わり立ち替わりブリテン島を襲った。ノーサンブリア王国の人々はヴァイキングを「大異教徒軍」(Great Heathen Army)と呼んだ。
ヴァイキングたちはブリテン島の海岸を襲っては略奪をして帰るということを繰り返していたが、9世紀後半になると襲来してそのまま居着くようになっていった。その頃ノーサンブリア王国内では権力争いがあり、ヴァイキングたちはこれに乗じて王国の有力者を倒し、傀儡の王エグバート（Ecgberht I of Northumbria）を立てるようになった。869年からは、ヴァイキングたちはノーサンブリア王国へ本格的な侵略を始めた。これを率いた者としてデーン人のハーフダン・ラグナルソン(Halfdan Ragnarsson,?-877)がよく知られている。ラグナルソン率いるデーン人ヴァイキングは「エオフォヴィック（Eoforwīc、Eoforwic）」（ヨークの古名）を奪い取り、デーン人風の表記である「ヨルヴィック(Jórvík)」へと改名した。彼らはデーン人王国（ヨルヴィック王国）を作り、ヨルヴィックを王都とした。ヨルヴィック王国の勢力はノーサンブリア地域の南部一帯に及び、その版図は大雑把に言ってヨーク地方の境界に相当する。
デーン人たちはさらに勢力圏を拡大すべく、イングランド中を荒らしまわった。彼らの領地は「デーンロウ」（デーン人の法律が用いられる地）と呼ばれた。最盛期のデーンロウの範囲はおおよそイングランド全域に相当する。ヨルヴィック王国は広大な交易路を築いて繁栄し、ブリテン諸島や北欧のみならず、地中海世界や中東とも交易を行った。
10世紀になると、ヨルヴィック王国も勢力が弱まった。この時期の王として有名なのがエイリーク血斧王(Eric Bloodaxe,885-954)である。エイリーク血斧王はデーン人ではなくノルウェー人であり、もとはノルウェー王だったが、10世紀中頃にヨルヴィック王国の王となった。ノルウェー人である血斧王は、デーン人を恐怖政治で統治した。その頃、南ではアングル人によるウェセックス王国が優勢になり、北方にまでその影響力を及ぼすようになった。ウェセックス王はヨルヴィック王国の住民に服属を要求したが、一部のデーン人住民たちは血斧王による恐怖政治を嫌い、すんなりとアングル人に従うことを承諾した。
こうして、ノーサンブリア王国を含めてヨーク地方はウェセックス王国に下り、属国となった。ウェッセックスの王は「イングランドの王」を名乗るようになった。ウェセックス王国は、属国の支配地を、属国の国王が治める王国としてではなく、貴族の領地として分割し一定の自治を認めた。その際、ヨーク地方ではノルウェー人の伝統的なやり方でヨーク地方を治めることを認め、法を定めることを含めて貴族の自治を許した。
- 詳細はJórvíkを参照。

### ノルマン人による征服と北伐
11世紀までに、「イングランド王」がイングランドのおおよそを支配下に置くようになっていたが、1066年にこれがノルマン人によって簒奪されることになった。
1066年にエドワード懺悔王が没すると、ハロルド2世が後継者として即位した。しかし、彼の兄弟であるトスティグとノルウェー王のハーラル3世が、イングランド王位を狙ってイングランド北部に侵攻した。これらの軍勢はヨーク市の南で起きたファルフォードの戦い(Battle of Fulford)で、地元ヨークの貴族連合軍を打ち負かしてしまった。そこでハロルド2世は軍勢を率いて北へ向かい、スタンフォード・ブリッジの戦いでトスティグとハーラル3世を破って敗死させた。
だがその直後、今度はノルマンディー公ギヨーム2世が王位継承権を主張してイングランド南部に上陸、ハロルド2世は南部へ急行してこれを迎え撃ったが、ヘイスティングズの戦いに敗れて死んだ。この結果、ギヨーム2世はイングランド王ウィリアム1世（征服王ウィリアム）として戴冠し、イングランド全域の征服に乗り出した。
- 詳細はノルマン・コンクエスト参照

北イングランドの住民はノルマン人の侵略者に抵抗した。1068年にはノーサンブリアとマーシアの貴族がスコットランド王マルカム3世を担いで反乱を起こし、ウィリアム1世は2度にわたってヨークを攻め落とした。しかし北イングランドの人々は、翌1069年に今度はデンマーク王スウェイン・エルトリットサン(Sweyn II of Denmark)を封じてヨーク奪還を試みた。スコットランドのマルカム3世もこれに呼応し、ウィリアム1世は苦戦した。ウィリアム1世はデンマーク王を買収して引き返させることに成功すると、ヨークを焼き払った。さらにウィリアム1世は北イングランドを徹底的に破壊することにした。これはイギリス史で「Harrying of the North（北部の蹂躙）」と呼ばれる大殺戮となり、北イングランドは荒廃することになった。
ウィリアム1世に命によって、1069年の冬、ヨークからダラムに至るまで、多くの村が焼き討ちされ、住民は撫で斬りにされた。作物、家畜、農機具に至るまで火をかけられて焼き捨てられた。翌1070年の春までに、北部では数えきれないほどの農民が寒さと飢えで死んだ。歴史家のオーデリック・ヴィタリス(Orderic Vitalis)は、北部では10万人以上が餓死したと推計している。
- 詳細はHarrying of the North参照。

そのあと、新たなノルマン人領主たちがヨーク地方に入り、新しい町を次々と建設した。たとえば、バーンズリー、ドンカスター、ハル、リーズ、スカーブラ、シェフィールドなどである。ノルマン・コンクエスト以前からあった町で生き残ったのは、ブリッドリントン(Bridlington)、ポクリントン(Pocklington)、それになんとか再建されたヨークぐらいだった。ヨーク地方は彼らによって、北のスコットランドからの侵略に備える防衛基地となっていった。
ヨーク地方の人口はその後急激に伸びたが、1315年から1322年にかけてヨーロッパ全土を襲った大飢饉では、この地方も被害を蒙った。また、黒死病の禍は1349年にヨーク地方にも達し、人口の3分の1が失われた。
- 詳細はGreat Famine of 1315–17を参照。

### ヨーク地方のキリスト教文化
イングランドでは2つの異なるルートでキリスト教が伝来した。アイルランド経由のキリスト教と、ローマ経由のカトリックである。このうちアイルランド経由のキリスト教はケルト文化を色濃く反映していて異教的要素ももち、カトリックとは切り離されて発達した独自のキリスト教だった。ローマのカトリックが支配体制と結びついて少なからず世俗化していたのに対し、ケルトのキリスト教は世俗からの隠遁を希求し、孤立した修道院にひきこもっての規律と信仰生活を善しとしていた。こうした修道院は孤立を希求したので、各修道院相互のつながりはなく、ローマのカトリックのように教会組織化されたものではなかった。
アングロ・サクソン人はローマのキリスト教に帰依し、国内支配に利用した。彼らはローマから司教を招聘し、国内のカトリック化を進めようとしたが、これは旧来の土着のキリスト教との衝突を招いた。663年に、当時最も勢力が大きかったノーサンブリア王国オスウィユ王(Oswiu)により、両者の会談がヨーク地方のウィットビー修道院(Whitby Abbey)で行なわれた（ウィットビー宗教会議）。この会議によってイングランドのキリスト教のあり方が決定づけられた。ノーサンブリアはイングランドでもカトリック文化が最も進んだ地域となっており、ウィットビー修道院はノーザンブリア女王が設立したものだった。ヨークは知識階級が集まる場所だった。ヨーク大聖堂の原型もこの頃すでに建てられ、大司教区(Archbishop of York)が設置されていた。
ヴァイキングの侵略によって各地の教会や修道院は一時的に荒廃した。特にイングランド北部でそれが顕著だった。ヴァイキング国家が成立して安定をみると、南部では修道院が盛んに再建された。ヴァイキングたちは元来キリスト教徒ではなかったが、外国人としてイングランドを治める上ではキリスト教が有用であることがわかると、キリスト教化されていった。この時期のイングランドでは、王たちはキリスト教を通して国を支配することができた。しかし11世紀にグレゴリウス7世が改革を行って、ローマ教皇が国王に優越すると主張するようになると、イングランドでは王とキリスト教会勢力が対立するようになった。
ノルマン人貴族の征服王ウィリアムは、ローマ教会に従わないサクソン勢力を討つという大義名分を得て、ローマ教会の力を背景にイングランドの支配をすすめることができた。その過程で、反ローマ的だった土着キリスト教を刷新するため、古い修道院(abbey)や修道所(priory)を破却し、宗教指導者層を息がかかったローマ教会の司教にすげ替えた。その一方で「サクソン王朝の後継者」を装うために新しい修道院を建てた。ヨーク地方一円でも、この時期に多くの古い修道院が遺棄され、新しい修道院が建てられている。こうした教会勢力はウィリアムの王朝を外敵から守るようになった。12世紀のはじめには、スコットランド人の侵入に対してヨーク大司教のサースタン(Thurstan)が民兵を率いて「イングランド王国軍」を名乗り、数で勝るスコットランド軍をノーザラトン(Northallerton)で打ち負かした。これはイングランド王国とスコットランド王国のあいだで起こった本格的な戦いとしては最初のものだった（軍旗の戦い(Battle of the Standard)）。
しかしやがて、イングランド王はローマ教会と対立するようになっていった。イングランドの庶民には古くからの非ローマ的なキリスト教が受け継がれており、王はローマ教会からの独立に傾倒していった。16世紀のヘンリー8世はローマ教皇と決別し、1536年に修道院解散(Dissolution of the Monasteries)を断行した 。このときヨーク地方でも多くの修道院が遺棄された。かつて宗教会議を行ったウィットビー修道院(Whitby Abbey)もこの時に破却された。これらの修道院跡は遺跡となって、今ではヨーク地方の観光名所になっている。世界遺産のファウンテンズ修道院跡もこの時期に放棄されたものである。
ヘンリー8世は国民にカトリックからイングランド国教に改宗するよう強いたが、カトリック住民の中にはこれを拒んで一揆を起こすものも現れた。なかでもヨーク地方に端を発する「恩寵の巡礼(Pilgrimage of Grace)」と呼ばれる抵抗運動がよく知られている。エリザベス1世の時代になると、彼らは捕らえられて処刑されるようになった。そうしたカトリック信者のなかに、ヨークの女性マーガレット・クリスロー(Margaret Clitherow)がいる。マーガレットは後世に殉教者として列聖された。
- 詳細はEnglish Reformation、イングランド国教会を参照。

### 薔薇戦争
15世紀にイングランドでは薔薇戦争が起きた。この内乱はヨーク地方から始まった。薔薇戦争では「ヨーク家」と「ランカスター家」が争ったので、現在でもスポーツなどでヨーク地方とランカスター地方のチームが対戦するときに「薔薇戦争」という表現が用いられる。しかし薔薇戦争はヨーク地方・ランカスター地方が争ったわけではなく、イングランド全土が戦地になっている。実際のところ、ヨークはランカスター家の主要拠点であり、ヨーク家の本拠はロンドンにあった。ヨーク党のシンボルとされる「ヨークの白薔薇」の紋章は1960年代につくられたヨーク地方の旗(Flags and symbols of Yorkshire)や、イギリス陸軍のヨークシャー連隊旗(Yorkshire Regiment)にも採用されている。
「ヨーク公」と「ランカスター公」
薔薇戦争は「ヨーク公」を首班とするヨーク党と、「ランカスター公」を首班とするランカスター党の間で争われたものであり、ヨーク地方とランカスター地方が争ったわけではない。「ヨーク公」「ランカスター公」というのはイングランド王族の称号である。
ヨーク地方では、ヴァイキングがヨルヴィック王国を立てていた。954年に当時のヨルヴィック王・エイリーク血斧王(Eric Bloodaxe)がイングランド王国との合戦で敗死して王国が滅びると、イングランドはヨルヴィックの王号を廃して新たに「ヨーク伯爵(Earl of York)」という貴族号を設けた。ヨーク伯爵領はおおむねヨーク地方全域となっており、しばしば「ヨークシャー伯爵」(Earl of Yorkshire)とも表現された。しかしこの貴族号は、12世紀半ばのいわゆる「無政府時代」にヘンリー2世によって廃された。
14世紀の王、プランタジネット王家のエドワード3世には、長子エドワード黒太子を筆頭に多くの子がいた。ところが本来は王位を継ぐはずのエドワード黒太子は父エドワード3世王よりも早死にしてしまい、エドワード黒太子の子リチャード2世を後継者とした。その一方で、エドワード3世はエドワード黒太子の弟たちに「ランカスター公」、「ヨーク公」の爵位を授けた。この「ヨーク公」は、廃止されていた「ヨーク伯」を格上げして復活させたものである。
2代ランカスター公はリチャード2世に背いて国外へ追放されるが、1399年にヨーク地方のホルダネス地域(Holderness)にあったレイブンスパーンの港町(Ravenspurn)に舞い戻る。そして北イングランド諸侯の協力を得て、リチャード2世を囚え、南ヨーク地方のポンテフラクト城に幽閉して死なせてしまう。ランカスター公は新たなイングランド王ヘンリー4世として即位し、ランカスター朝が開かれた。はじめはランカスター家の王をヨーク家が補佐していたが、ランカスター家とヨーク家は次第に反目するようになっていった。
1455年に、とうとう両家はイングランドの王位をめぐって争いになり、3代ヨーク公が反乱を起こして薔薇戦争と呼ばれる内戦に発展した。この「戦争」は「ヨーク家（ヨーク党）」と「ランカスター家（ランカスター党）」の間で争われたが、ヨーク地方（ヨークシャー）とランカスター地方（ランカシャー）に分かれて争ったわけではない。
薔薇戦争の進展
ヨーク地方では、を領有していたネヴィル家（House of Neville）がヨーク家の味方をした。ネヴィル家はヨーク家と縁戚関係にあり、シェリフハットン(Sheriff Hutton)とミドルハム(Middleham)など北部に広大な領地をもち、ミドルハム城を本拠にしていた。なかでも16代ウォリック伯ネヴィルは「キングメーカー」と呼ばれた。ヨーク家最後の王となるリチャード3世も生涯の大部分をミドルハムで過ごしている。
このほか、ボルトン(Bolton)のスクロープ家(Scropes)、ダンビー(Danby)とスネイプ(Snape)のラティマー家(Latimers)、サースク(Thirsk)とバートン(Burton in Lonsdale)のモーブレー家がヨーク家に与した。
一方、ヨーク地方でランカスター家の側についたのは、スキップトン(Skipton)のクリフォード家(Cliffords)、ヘルムスレー(Helmsley)のロス家(Ros)、ヘンダースケルフ(Henderskelfe)のグレイストック家(Greystock) 、ホルダネス(Holderness)のスタフォード家(Stafford)、シェフィールドのタルボット家(Talbot)などである。
薔薇戦争ではイングランドの各地で戦い行なわれた。ヨーク地方でもいくつか代表的な戦闘があり、ウェイクフィールドの戦いやタウトンの戦いなどが知られている。サンダル城の目前で起きたウェイクフィールドの戦いでは、反乱の首謀者3代ヨーク公が首を取られている。荒れ狂う吹雪の中で起きたタウトンの戦いでは2万8000人が殺され、イングランド史上最も死者の多い合戦だったとして知られている。
ボズワースの戦いで戦死したリチャード3世はヨーク朝から出た最後のイングランド王となった。勝者のランカスター党のヘンリー・テューダーはヘンリー7世として戴冠し、ヨーク王女エリザベス（エドワード4世の娘）を娶って両家の争いに終止符を打った。このとき、ヨーク家の紋章だった白薔薇とランカスター家の紋章だった赤薔薇が組み合わされて、有名なテューダー・ローズの紋章が作られた。
その後の「ランカスター公」と「ヨーク公」
現在は、「ランカスター公」はイングランド国王が襲名することになっており、「ヨーク公（ヨーク大公、デューク・オブ・ヨーク）」は王家の次男が襲名することになっている。（長男は「ウェールズ大公（プリンス・オブ・ウェールズ）」を襲名する。）
- 詳しくはヨーク家、薔薇戦争を参照

スポーツの「薔薇戦争」
スポーツなどの分野では、ヨーク地方（ヨークシャー）のチームとランカスター地方（ランカシャー）のチームが対戦する場合にしばしば「薔薇戦争」に喩えられる。たとえばクリケット(County cricket)では、ヨーク州のチームとランカシャーのチームが対戦するときに「ローゼズマッチ(Roses Match)」と表現する。サッカーでは、マンチェスター・ユナイテッドとリーズ・ユナイテッドはそれぞれユニフォームのホームカラーが赤と白であり、両者の対戦を「薔薇戦争マッチ("War of the Roses" games)」と称する。

### イングランド内戦（清教徒革命）
17世紀のイギリスでは、農村での貧富格差の拡大、対外戦争による財政悪化、プロテスタントとカトリックの対立、国王の失政などから、王党派と議会派が対立を深めていった。それがとうとうヨーク地方での軍事衝突となり、これがイングランド内戦、清教徒革命へと発展していった。
ヨーク地方でも、王党派と議会派は真っ二つに割れた。1642年7月、ヨーク地方南部のハルでとうとう両者は武力衝突を起こした。ハルはもともと王党派よりで、城内に軍事物資を蓄えており、それを手にするため国王であるチャールズ1世みずからヨークかたら軍を率いてきた。しかし議会派の支持者が門を閉じ、王の入城を拒んだ。これを突破しようとして両者のあいだで戦闘が始まり（ハル包囲戦(Siege of Hull)）、これが契機となってイングランド内戦に突入した。
ヨーク地方北部は特に強固な王党派に属しており、王党派はヨーク市を拠点として、リーズやウェイクフィールドを攻め落としていった。これらの諸都市は短い期間に奪ったり奪い返したりが行われたが、アドウォルトン・ムーアの戦いでの王党派の勝利によって、ヨーク地方のほぼ全域は王党派の勢力下におかれた。ハルだけは例外で、議会派の砦だった。
議会派はハルを拠点として反撃に転じ、1644年春にはスコットランド勢を引き入れてヨークを攻めた（ヨーク包囲戦(Siege of York)）。ヨークは3ヶ月持ちこたえたが、7月のマーストン・ムーアの戦いで議会派が大勝すると、ヨークも陥落した。以後、形成は逆転し、議会派はイングランドの北部諸州を掌握していった。ヨーク地方では、東部海岸にあるスカボロー城(Scarborough Castle)が王党派の最後の砦となった。ここは難攻不落の要塞で、王党派は5ヶ月に渡る防衛戦（スカボロー城大包囲戦(Great Siege of Scarborough Castle)）を持ちこたえたが、1645年夏にとうとう陥落した。
マーストン・ムーアの戦いで議会派を勝利に導いたのが、ヨーク地方出身のトーマス・フェアファクスとオリバー・クロムウェルである。クロムウェルはこのあとの革命を主導し、チャールズ1世を処刑した。クロムウェルの死後、王政復古によってチャールズ1世の息子がチャールズ2世として即位すると、クロムウェルの死体は墓から掘り出され、反逆者として晒し物にされた。後に、その遺骸は家族によってひっそりとヨークシャー台地にあるコックスウォルド(Coxwold)村の修道院(Newburgh Priory)に運ばれて葬られたと伝えられている。

### 経済の発展と近現代

#### 軽工業
古代、ローマ人がイングランドに羊と毛織物を持ち込んだ。毛織物づくりはアングロ・サクソン人の侵入によって一度は滅びかけたが、ノルマン人がイングランドを征服すると再び盛んになり、中世にはイングランドの代表的な製品になっていった。ヨーク地方南西部では、ペナイン山脈を東西に横断する交通路として古くから小さな市場町が点在しており、家内工業で毛織物が作られていた。毛織物は大陸へ輸出されてイングランドに利潤をもたらしたが、14世紀になると黒死病による人口減で需要が落ち込み、打撃を受けた。
しかしその間、一部の地域では毛織物の技術改良や専門化がすすみ、競争力を高めていった。ヨーク地方南西部のペナイン山脈の裾野一帯もそうした地域にあたる。ペナイン山脈から湧き出る水は、軟水なので羊毛加工に欠かせない洗毛(scouring)や染色に適していたうえ、水量が豊富なので紡績のための水車も利用されて工業化（マニュファクチュア）されていった。ペナイン山脈からは漂白に用いるソーダも産した。ここで生産された毛織物は水運によって販路を拡大した。
こうした羊毛産業で16世紀に発展していったのが「羊毛で出来た町（a city built on wool）」と呼ばれるリーズである。ほかにもウェイクフィールド、ブラッドフォード、ハリファクス、ハダースフィールド、シェフィールドといった町が羊毛産業で発展した。ハルは対外輸出港として栄えた。
16世紀の羊毛産業の隆盛を象徴するのが「ハリファックスの断頭台」（ギロチン）である。毛織物は最終工程で真水洗いを行い、それを板に乗せて乾燥させる。ハリファックスは以前は山間の小さな村に過ぎなかったが、16世紀に毛織物産業によって急速に発展した。ハリファックスの村では、いたるところで毛織物の乾燥が行なわれていたが、毛織物は非常に高価で売れるので、乾燥中の毛織物の盗難が後を絶たなかった。村の経済を圧迫するほどにまで盗難犯罪が増えたために、1541年に村では王の許可を得て丘の上に断頭台を設置、毛織物泥棒には過酷な処刑が待ち受けていると宣伝したのである。これが文献史料でのハリファックスの初出となった。
17世紀に入ると大航海時代によって絹織物がヨーロッパに普及するとともに、対外戦争で大陸との貿易が落ち込み、イングランドの毛織物産業は打撃を受けた。17世紀半ばの清教徒革命でイングランドのトップに立ったクロムウェルは航海条例を定めて毛織物の水運を加速させ、ヨーク地方の毛織物産業はさらに発展した。
これを水路開発がさらに後押しした。1690年にエア＝カルダー水路(Aire and Calder Navigation)が完成してリーズやウェイクフィールドから北海への輸送が大いに発展し、1700年にはイングランドで最長となるリーズ・リヴァプール運河(Leeds and Liverpool Canal)が開通、アイリッシュ海に面するリヴァプール港とも接続された。これによって輸送コストが大きく削減されることになり、競争力の高まったヨーク地方の毛織物製品は販路を世界中へ一気に拡大、ヨーロッパのみならず、オーストラリアやアメリカへも輸出された。19世紀の鉄道の開通によって発展にさらに拍車がかかり、ヨーク地方はイギリス最大の羊毛工業地帯となった。
この時代のヨーク地方の人物で、繊維工業に産業革命をもたらした人物としてベンジャミン・ゴット(1762-1840)が知られている。ゴットは蒸気機関や鉄鋼を採り入れてリーズに世界最大の羊毛工場を建設し、羊毛産業に革新をもたらした。1799年からはリーズ市長も務めている。ゴットのもと19世紀のリーズは羊毛産業で最盛期を迎えるが、20世紀に入ると紡績産業は淘汰された。
産業革命にともなう急速な機械化は、労働者階級の反発を招くこともあった。リーズとブラッドフォードの間にあるクレックヒートン(Cleckheaton)という町では、新しい毛布製造機械の導入によって自分たちの職が奪われると考えた毛織物産業の労働者200名が暴動を起こし、次々と工場を襲って機械を破壊して回った。この運動は靴下製造機械を2台破壊したネッド・ラッドの名からラッダイト運動と呼ばれている。当時、工場の機械を破壊すると死刑と定められており、多くの者がヨークの裁判所で死罪を言い渡されて死んだ。

#### 重工業
ヨーク地方は古代から錫、亜鉛、石炭などの鉱産資源で知られていて、それがローマ人のブリタニア遠征の目的の一つだった。中世にも採掘が行われたとする史料もあり、16世紀には炭鉱が営まれていたが、石炭産業が主役に躍り出るのは18世紀以降である。蒸気機関の登場、運河の整備、大資本の集中、安価で大量の労働力などによって産業革命が起こり、19世紀にはウェイクフィールド、バーンズリー、ハダースフィールド、シェフィールドなどの地域が「ヨークシャー炭田」(South Yorkshire Coalfield)として栄えた。交通網もさらに整備され、鉄道も広がってゆき、ヨーク地方内の遠隔地同士を繋ぐようになった。南部ではシェフィールド＝南ヨーク水路(Sheffield and South Yorkshire Navigation)によってドン川とウーズ川・トレント川などが接続された。
シェフィールドとロザラムなどは鉄鋼業が栄えた。なかでもシェフィールドは「刃物の町」として世界的に知られている。シェフィールドはもともと15世紀に小さな市場町から刃物生産で有名になり、王室御用達となった。これが産業革命期に大きく発展したものである。るつぼ鋼(Crucible steel)、ステンレス鋼はシェフィールドで開発されたものである。
18世紀のシェフィールドの鉄鋼業者としてベンジャミン・ハンツマン(1704-1776)が有名である。19世紀に入ると、鋼鉄の精錬法を発明したヘンリー・ベッセマー(1813-1898)が現れた。ベッセマーはヨーク地方生まれではないが、その発明を実用化しようという者がいなかったので、シェフィールドの土地を買って製鋼所を創めた。これが大成功し、鋼鉄の製法がイングランド全土へ広がっていき、鉄道、造船業、建築が大きく進歩した。一方で、産業の発展による都市部の過密化は生活環境の悪化をもたらし、1832年や1848年のコレラの流行となって現れた。こうしたことからこの地方では、19世紀の終わりに近代的な上下水道が発達した。また、工場で働く大量の労働者たちの間では、しばしばトラブルが起きた。労働組合側の労働者が組合加入者を増やすために、非加入者の家を爆破したり放火したりした。こうした暴力事件から労働組合法が確立されていった。
- 詳細はHistory of coal mining、South Yorkshire Coalfield参照。

#### 交通網の発展

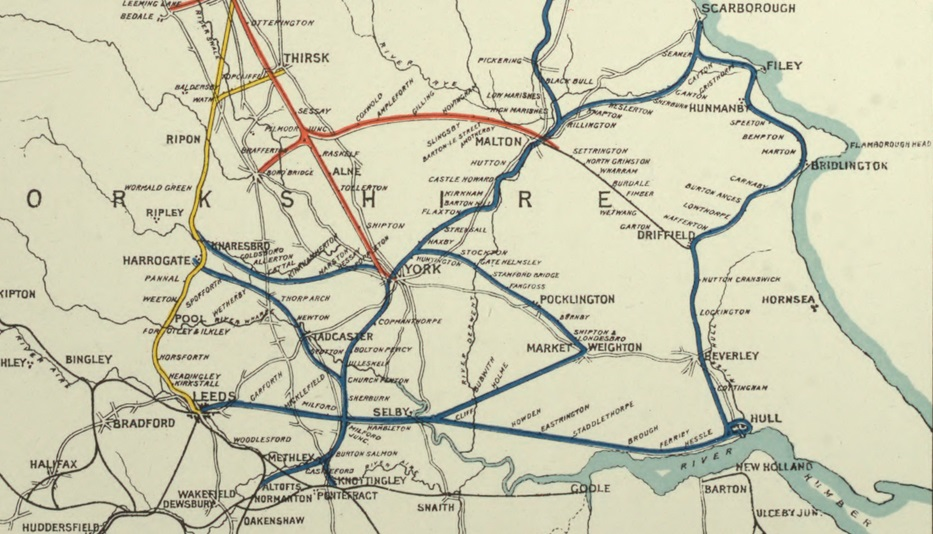
1854年のY&NMR社の路線図

イングランドでは、18世紀後半の「運河狂時代」、19世紀の鉄道狂時代によって、ヨーク地方でも運河網、鉄道網が急速に発展し、舗装された街道(turnpike)の整備が始まった。
1825年9月27日にヨーク市近郊のダーリントンと、北ヨーク地方のストックトンを結ぶストックトン・アンド・ダーリントン鉄道が開業した。これは蒸気機関車による「世界最初の鉄道路線」であり、ヨークは「鉄道発祥の地」として知られている。
その後、ノース・イースト鉄道(North Eastern Railway)、イースト・コースト本線(East Coast Main Line)などがヨーク地方を経由してイングランドを南北に縦貫し、南ヨーク地方の低地には鉄道が網目のように張り巡らされた。鉄道の発祥の地であることから、ヨークには世界最大規模のイギリス国立鉄道博物館がある。
19世紀にはハロゲイトやスカーブラが鉱泉で人気になり、治療に効果があると信じて鉱泉を飲む人々が集まり栄えるようになった。

## 交通
- #交通網の発展節も参照。

### 道路
ヨーク地方を通る道路で一番目立つのは「グレート・ノース・ロード」と呼ばれるA1号線である。この幹線道路はヨーク地方の中央を南北に貫いており、ロンドンとエジンバラを結ぶ最も重要な道路である。ほかの主要道では、A19号線(A19 road)がA1号線よりも東側を走っており、南のドンカスターから北部のニューカッスルを結んでいる。
高速M1号線はロンドンや南イングランドとヨーク地方を結んでいる。1999年にリーズの東側で約8マイル（約13km）の延伸工事があり、A1号線と接続された。高速M62号線(M62 motorway)はヨーク地方を東西に横断して、ハルからマンチェスターやマージーサイドと繋いでいる。

### 鉄道
ロンドンとスコットランドを結ぶイースト・コースト本線は、ヨーク地方ではおおむねA1号線と並走している。ペナイン横断急行(First TransPennine Express)はハルからリーズを経由してリヴァプールの間を走っている。
また、ピカリングとウィットビーを結んで雄大な自然の中を走るノース・ヨークシャー・ムーアズ鉄道(North Yorkshire Moors Railway)は人気の観光地である。もともとは1835年開業の馬車鉄道だったが、1865年に蒸気機関車による運行になったもので、現在は観光鉄道として運行されている。
なかでも最高標高地点にあるゴースランド駅(Goathland railway station)は映画『ハリー・ポッター』シリーズの「ホグズミード駅」の撮影地になっている。
ヨーク地方は鉄道の発祥の地であり、世界最大規模のイギリス国立鉄道博物館があるほか、鉄道に関する多数の博物館や、鉄道に関する史跡が残されている。キースリーからハワースを通ってオクセンホープまで、保存鉄道であるキースリー・アンド・ワース・ヴァレー鉄道が走っている。

### 水上交通
鉄道網が発展する前は、ウィットビーとハルの港が物資の輸送に重要な役割を担っていた。ウィットビーは古くからの伝統的な港町で、海洋探検家のクック船長の出身地であり、ここからエンデバーで太平洋へ出港したことでも知られている。ハルからはオランダのロッテルダムやベルギーのゼーブルージュ(Port of Bruges-Zeebrugge)へP&Oフェリー(P&O Ferries)の定期航路が就航している。
リーズ・リヴァプール運河(Leeds and Liverpool Canal)はイングランド最長の運河である。このほかエア＝カルダー水路(Aire and Calder Navigation)、シェフィールド＝南ヨークシャー水路(Sheffield and South Yorkshire Navigation)等によって主要都市が連結されている。これらの運河による水運はかつてイギリス全体の運河水運の5割に達し、ヨーク地方の経済的繁栄を支えたが、鉄道網の発達によってその使命を終えた。現在は運送には用いられておらず、観光客向けの船が運行されている。
そのほか#水産業と港湾節も参照。

### 空路
第二次世界大戦中、ヨーク地方は王立空軍の爆撃隊の重要な拠点となり、戦争を担う最前線となった。
リーズ・ブラッドフォード空港(Leeds Bradford Airport)は1931年に民生用の飛行場として開設されたが、1936年から空軍の第609飛行隊(No. 609 Squadron RAF)が使うようになり、第二次世界大戦中は軍用機の試験飛行場として活用された。戦後は民間の定期便が就航し、ロンドン、ダブリン、南部のサウスエンド、チャンネル諸島のジャージー、北アイルランドのベルファストのほか、ベルギーのオステンド、ドイツのデュッセルドルフへも国際便が飛んでいた。1970年代に滑走路の延長を行ってスペインやイタリアへ向かう国際線を増やしたほか、1996年以降も設備の拡充が行われ、急激に成長している。
南ヨーク地方でも、シェフィールドやロザラムといった都市では1960年代から空港誘致を望む声があった。しかし議会は空港建設しない決定を下した。というのも、シェフィールド周辺は鉄道網が発達しており、ロンドンへの鉄道の便がよく、近郊の空港へのアクセスも容易だったからである。1997年に両市の間にシェフィールド空港(Sheffield City Airport)が開港したが、まもなく近くのドンカスターのそばにロビンフッド空港ができることになった。さらにレスターシャーにあるイースト・ミッドランド空港(East Midlands Airport)との競合があり、利用客が伸び悩み、2008年に100万ポンドの赤字を出して空港は閉鎖された。しかし再開を望む声もある。
ドンカスター近郊フィニングレー(Finningley)では、第一次世界大戦期に設立された王立空軍フィニングレー基地(RAF Finningley)があった。この基地は第二次世界大戦とその後の冷戦時代に爆撃隊の主要基地となっていた。しかし冷戦の終結によって役割を終え、1996年に軍用利用が終わり、民間利用されることになった。これが2005年にドンカスター・シェフィールド・ロビンフッド空港(Robin Hood Airport Doncaster Sheffield)として開業した。
このほか北ヨーク地方にはダラム・ティーズ空港(Durham Tees Valley Airport)（旧称・ティーズサイド空港）がある。

## 文化
ヨーク地方の文化は、歴史的に様々な文化を持つ民族がこの地方に入ってきたことで形成された。ケルト人のブリガンテス族(Brigantes)、パリシ族(Parisi)にはじまり、古代ローマ人、アングル人、ノース人、ヴァイキング、ノルマン人、ブルトン人などである。ヨーク地方の人々は地方特有の文化に高い誇りを持っており、それゆえにイングランド人のなかでもヨーク人を見分けることができる。一方でこれらはステレオタイプなヨーク人のイメージだと言うものもいる。
ブラスバンド、ハンチング帽、ドッグレース(whippet racing)、wrinkled stockings、肉汁に浸したパン、パイとマメ、これらはヨークシャーの典型的なイメージの例である。
- 詳細はCulture of Yorkshireを参照

### ヨーク方言
イギリスでは一般的に「方言」は下層階級の特徴とみなされるため、人々は標準語を話そうとする。しかしヨーク地方の人々はヨーク地方特有の文化に高い誇りを持っており、方言を隠そうとせず公の場でも方言を使う。ヨーク方言は「tyke」ともいい、「北の方の、質実剛健な人々の言葉」というイメージをもっている。1897年に設立の「ヨークシャー方言協会」は、世界最古の方言協会とされている。
たとえばヨークでの簡単な挨拶は次のようになる。
- 標準英語　→　ヨーク方言
- How are you?　→　Owdo, tha sees?
- Very well.　→　Champerton.

英文学の代表作品のひとつ『嵐が丘』は全編にわたってヨーク方言が登場する。映画分野では、ケン・ローチ監督が作中にヨーク方言が登場させており、なかでも1969年の作品『ケス』がその代表作である。このほか近年の映画では『ブラス!』（1996年）や『フル・モンティ』（1997年）で全編にわたりヨーク方言が使われている、『ホビット』3部作に登場するドワーフの一部がヨーク方言で話す。ヨークシャー人は他の地方の人々を「non-Tykes（ヨークシャー弁が通じない連中）」ということさえある。
- 詳細はYorkshire dialectを参照。

### ヨーク地方の「国歌」
ヨーク方言の歌詞をもち、ヨーク地方の「国歌」とみなされているのが「On Ilkla Moor Baht 'at」である。「On Ilkla Moor Baht 'at」はケント地方風のメロディーに、ひどいヨーク西部訛りの歌詞をのせたもので、おそらくヨーク地方西部でつくられたものだと考えられている。この曲を収録した文献が初めて出版されたのは1916年であり、成立時期は19世紀後半と考えられている。
| 歌詞                                                                                                | 標準英語訳                                      |
| Wheear 'ast tha bin sin' ah saw thee, ah saw thee?                                                  | Where have you been since I saw you, I saw you? |
| On Ilkla Moor Baht 'at                                                                              | On Ilkley Moor without a hat                    |
| (デイリー・テレグラフ 2011年11月18日付 “On Ilkla Moor Baht 'at: campaign leader's translation”より) |                                                 |

この歌の起源に関する伝承がある。それによれば、とある教会の集いで「イルクリー・ムーア（Ilkley Moor）」にピクニックにでかけ、「親子牛岩(Cow and Calf rock)」という巨岩のあたりで一行のうち2人がはぐれてしまった。帰ってきてから「どこに行っていたんだ？」と言い合っているものだという。
- Yorkshire Anthem - Ilkla Moor Baht 'At - YouTube - Welcome to Yorkshireによる公式動画。俳優ブライアン・ブレスドがヨーク訛りのラップを披露したほか、ソプラノ歌手レスリー・ギャレット(Lesley Garrett)、グライムソープ・バンドも参加し、シンガーソングライターのアリステア・グリフィン(Alistair Griffin)が「親子牛岩」をバックに歌うなど、ヨーク地方出身の様々なアーティストによる「On Ilkla Moor Baht 'at」である。この動画はBBCの記事でもとりあげられた。）

## 建築・史跡

### 古城
| ヨークのクリフォード塔 | 11世紀のリッチモンド城 | ヘルムズリー城址 | スカーブラ城 |

ヨーク地方には古代ローマ時代かそれ以前に遡る城塞跡が数多くあるが、その多くは中世に手が加えられている。中心新都市のヨークは古代ローマ時代のエボラクムに遡る。北海に面するスカーブラ城(Scarborough Castle)では紀元前1000年頃の青銅器時代ないし石器時代まで遡る遺構も見つかっている。
1068年のノルマン・コンクエスト、1069年の北伐(Harrying of the North)のあと、ウィリアム1世はヨーク地方全域にノルマン人貴族を領主として配置し、ノルマン風の城(castle)を建てさせた。ヨーク城(York Castle、Clifford's Tower)、ピカリング城(Pickering Castle)、ポンテフラクト城(Pontefract Castle)、スキップトン城(Skipton Castle)などがそれである。
北ヨーク地方はウィリアム1世による征服前のマーシアのエドウィン(Edwin)の支配地域だったうえに、北のスコットランドに備えるための要地だった。ここにはウィリアム1世の親戚である重臣アラン・ルルー(Alain Le Roux)が入った。ルルーはブルターニュのブルトン人であり、ブルターニュ風の表記で「リシュモン(Richemont)に相当する「リッチモンド庄(Honour of Richmond)」が置かれた。ここに築かれたリッチモンド城(Richmond Castle)やボウズ城(Bowes Castle)は、ノルマン人による他の城とは様相を異にしている。
ヘルムズリー城(Helmsley Castle)、ミドルハム城(Middleham Castle)、スカーブラ城(Scarborough Castle)は、スコットランド人の侵入に備えて築かれた城である。ミドルハム城はリチャード3世が幼少の頃を過ごしたことで有名である。
これらの城や城跡の中にはイギリスの歴史遺産に登録されているものもあり、観光名所になっている。

### カントリー・ハウス・近代建築
| カースル・ハワード | アラートン・キャッスル | ヘアウッド邸 | リーズ市庁舎 |

ヨーク地方にはカントリー・ハウスながら、その名前に「城(castle)」を持つものがいくつかある。これらは実際には「城」というより宮殿の部類である。その代表格がアラートン・キャッスル(Allerton Castle)とカースル・ハワード(Cástle Hóward)である。この2つの建物はどちらもハワード家に繋がりがある。カースル・ハワードと、ヘアウッド伯爵(Earl of Harewood)の居宅だったヘアウッド邸(Harewood House)は、イギリスに9つある「トレジャー・ハウス(Treasure Houses)」となっている。
ヨーク地方には、「1等級(Grade I)」に格付けされている重要な建築物がたくさんある。その中には公共建築物も多く含まれており、リーズ市庁舎(Leeds Town Hall)、シェフィールド市庁舎(Sheffield Town Hall)、オームズビー・ホール(Ormesby Hall)、ヨークシャー博物館(Yorkshire Museum)、ヨーク・ギルド会館(York Guildhall)、ハリファクスのピース・ホール(Piece Hall)などがそれにあたる。
- 詳細はListed building、Grade I listed buildings in the East Riding of Yorkshire、Grade I listed buildings in North Yorkshire、Grade I listed buildings in West Yorkshire、Grade I listed buildings in South Yorkshireなど。

ブロズワース・ホール(Brodsworth Hall)や、テンプル・ニューサム(Temple Newsam)、ウェントワース・キャッスル(Wentworth Castle)などの邸宅では、広大な敷地の中に重要な建造物が並んでいる。このほか、ナショナル・トラストが保全しているものとして、ナニントン・ホール(Nunnington Hall)、リヴォー・テラス(Rievaulx Terrace & Temples)、スタッドリー王立公園(Studley Royal Park)などがある。

### 宗教建築
現存する大聖堂のほか、廃された僧院・修道院跡といった宗教的建築物もある。こうした廃院の多くは、ヘンリー8世による1536年の修道院の再編(Dissolution of the Monasteries)の時に損なわれたものである。例を出すと、ボルトン修道院跡(Bolton Abbey)、ファウンテンズ修道院、ギスボロー修道所跡(Gisborough Priory)、リボー修道院跡(Rievaulx Abbey)、聖メアリ修道院跡(St Mary's Abbey)、ウィットビー修道院跡(Whitby Abbey)などである。
今も使われているものとしては、有名なヨーク大聖堂は北ヨーロッパ最大のゴシック建築の大聖堂である。このほかビヴァリー大聖堂(Beverley Minster)、ブラッドフォード大聖堂(Bradford Cathedral)、リポン大聖堂(Ripon Cathedral)などがある。

## 文芸

### 文学
ブロンテ姉妹
19世紀のヨーク地方から出たのがブロンテ姉妹である。彼女らはのちに「最後のロマン主義作家」などと評され、代表作はイギリス文学のみならず世界的な名著のひとつに数えられている。
ブロンテ姉妹はヨーク地方の南西部にあるハワース(Haworth)という村に住み、ハワースを舞台にした作品を書いた。彼女たちの作品にはヨークの自然、地理、文化が取り入れられており、それらを巧みに活かした物語になっている。代表作は、エミリーの『嵐が丘』、シャーロットの『ジェーン・エア』、アンの『ワイルドフェル・ホールの住人』である。いまではこの辺り一帯には「ブロンテ・カントリー」という異名があり、ハワースはヨーク地方の人気の観光地となっている。
19世紀中頃に著された彼女らの小説は、最初の出版と同時にセンセーションを巻き起こし、のちにイギリス文学の偉大な「正典」とみなされるようになった 。姉妹の作品群のなかでも最も代表的なものは、シャーロットの『ジェーン・エア』、エミリーの『嵐が丘』である。『嵐が丘』は実際のヨーク地方の生活にもとづいており、実際にそこに暮らしていた人々を登場人物として描き、ヨークシャー・ムーアの荒れがちな天候を物語に利用している。彼女らが実際に住んでいた牧師館はいまは記念館になっている。
ブラム・ストーカー
ウィットビーは19世紀の終わりごろにブラム・ストーカーが『吸血鬼ドラキュラ』を執筆したことで知られている。ウィットビーにある聖メアリー教会(Church of Saint Mary)は12世紀初頭の建設と伝えられており、ブラム・ストーカーは古めかしい石の墓標が並んだ教会の墓地で、作品のインスピレーションを得た。この作品の中でドラキュラ伯爵が乗ってくる「デミター号」は、当時ウィットビーに入港したロシア船「デミトリ号」をモデルにしていると伝えられている。このロシア船はウィットビー港の外側で座礁し、船から遺体の入った大量の木棺が運びだされた。作中、デミター号からイングランドに上陸したドラキュラ伯爵が黒犬の姿で階段を駆け上がるシーンは、聖メアリ教会の199段の木造の階段がモデルになっている。
その他の文人
ヨーク地方がノーサンブリア王国の南部だった時期の有名な人物として、アルクィン（聖職者）、キャドモン(Cædmon)（詩人）、聖ウィルフレッド(Wilfrid)（聖職者）がいる。
20世紀のヨーク地方出身の作家で代表的な人物は、J・B・プリーストリー、アラン・ベネット(Alan Bennett)、マーガレット・ドラブル、A・S・バイアット、バーバラ・T・ブラッドフォード(Barbara Taylor Bradford)がいる。バーバラ・T・ブラッドフォードの代表作『女資産家(A Woman of Substance)』はオールタイムベストセラーのトップ10に入る小説である。
このほかの有名作家では、児童文学作家のアーサー・ランサム（代表作『ツバメ号とアマゾン号』シリーズ(Swallows and Amazons)）がいる。ジェイムズ・ヘリオットはヨーク地方北部のサースク(Thirsk)での50年に渡る獣医の経験をもとにした作品が6000万部売れた。この作品中でヘリオットは、サースクをモデルにした「ダロビー(Darrowby)」という架空の町を舞台にしている。ただし、ヘリオットは実際にはもっと北部のタイン・アンド・ウィアのサンダーランド出身である。彼の作品は読みやすい文体と興味深い登場人物で人気である。
詩人ではテッド・ヒューズ、W・H・オーデン、ウィリアム・エンプソン、サイモン・アーミテージ(Simon Armitage)がいる。

### 絵画・彫刻
ヨーク地方の有名な画家には、ウィリアム・エッティ、デイヴィッド・ホックニーがいる。ソルテアにあるソルツミル美術館(Salts Mill)の「1853ギャラリー」がホックニーの作品を数多く所蔵している。
20世紀の有名な彫刻家は次の通り。ヘンリー・ムーア、バーバラ・ヘップワース(Barbara Hepworth)、リーズ育ちのアンディー・ゴールズワージー。ヨークシャー彫刻公園(Yorkshire Sculpture Park)には彼らの作品がいくつか展示されている。
このほか、ヨーク地方にはフェーレン美術館(Ferens Art Gallery)、リーズ美術館(Leeds Art Gallery)、ミレニアム美術館(Millennium Gallery)、ヨーク美術館(York Art Gallery)などには豊富な収蔵品をもつ美術館がある。

## 食文化
ヨーク地方の郷土料理は、北イングランドとだいたい同じで、安価で手に入る材料をたくさん使う。ことデザートについてそれが顕著である。ヨーク地方発祥だったり、ヨーク地方と深い繋がりがある献立もいくつかある。
ヨークシャー・プディングはイギリス料理のなかでよく知られたもののひとつである。小麦粉、鶏卵、牛乳、塩を混ぜた液状の生地を、型に入れて焼いたパンのような食品である。
ヨークシャー・プディングはイギリス人にとってローストビーフに欠かすことができない付け合わせで、グレイビーソースをたっぷりと染み込ませて食べるのがよい。イギリスの伝統的な食文化のひとつであるサンデーローストは、ローストビーフ、野菜、ヨークシャー・プディングなどを盛り合わせたものである。ヨークシャー・プディングは「トード・イン・ザ・ホール（Toad in the hole、「穴の中のヒキガエル」）」と称するソーセージ料理のベースにもなる。ヨーク地方では伝統的に、料理の一皿目として、大きめに焼いたヨークシャー・プディングにグレイビーソースをたっぷりかけて食べる。さらに肉料理の皿には、小さめに焼いたヨークシャー・プディングを添える。
この食品自体は古くからあっただろうと考えられているが、「ヨークシャー・プディング」の名で広まったのは1747年に出版されてベストセラーになった料理本『The Art of Cookery made Plain and Easy』による。来歴は不詳であるが、イングランド北部のペナイン山脈の一帯で広まっていた料理と伝えられており、「イングランド南部の料理」と紹介した料理家がヨーク人たちによって批難されたこともある。ヨーク地方選出の国会議員アン・マッキントッシュ(Anne McIntosh)は、ヨークシャー・プディングをこの地方の郷土料理として保護するため、フランスのシャンパンやギリシャのフェタチーズのように正しいレシピと名称を定めるべきだと主張し、2007年から運動を展開している。
このほか、ヨーク地方に深いつながりがある料理・飲み物は次の通り。
- セイヴァリー・ダック(Savoury Ducks) - 「香りの良いアヒル」という意味の料理。実際に使うのは豚のレバー。豚レバー、豚肉、玉ねぎなどを薄くスライスし、バジル、タイム、セージ、ナツメグ、塩、コショウなどで味を整えて焼き上げたもの。肉汁に浸して食べる。安価な食材ばかりで手軽にできる料理[360]。

- ヨーク・ビスケット(York Biscuits) - 多めの牛乳を使い、ジンジャー（生姜）で風味をつけた生地に、紋様や「YORK」などの文字を型押しして、堅めに焼いたビスケット。ヨーク地方での紅茶の添え物の定番。1790年に当時のヨーク公フレデリックとプロイセン王女フリーデリケの婚礼の宴で提供されたのが始まりとされている[357][361][362]。

- ヨークシャー・カード・タルト(Yorkshire curd tart) - カードというチーズの一種を載せ、バラ水(Rose water)で風味をつけたタルト、ないしチーズケーキの一種[363][357]。

- パーキン - ジンジャーブレッドの一種。普通のジンジャーブレッドと違うのは、オートミールとトリクル(Treacle)という糖蜜の一種を使う[357][364]。

- ウェンズリーデール・チーズ(Wensleydale cheese) - ウェンズリー谷（ウェンズリーデール[注 42]）に伝わるチーズ。12世紀にフランスから移ってきたシトー会の修道士が製法をもたらしたとされる。元来はヒツジ（ウェンズリーデール種(Wensleydale (sheep))）の乳でつくる青カビタイプだったが、のちに牛乳を使い、カビの入らないタイプが主流になった。スイーツのつけ合わせとして提供される。ウェンズリー谷は都市部から遠いため、生乳（牛乳）をそのまま販売するのは難しく、もともとは田舎で保存のためにほそぼそと作られるチーズだった。19世紀の終わりに地元(Hawes)の商人が取り扱うようになったものの、不人気でまもなく下火になった。第二次世界大戦前にKit Calvertがこれを集約して再興、一時期はKit Calvertが唯一のウェンズリーデール・チーズの生産者だった。1960年代後半から販路を広げ、チーズ生産者も増えた。現在は青カビタイプ（ブルー・ウェンズリーデイル）やヒツジの乳で作るものも生産されている[365]。

- ジンジャー・ビール(Ginger beer) - ショウガで風味をつけた飲み物。アルコールを含まない甘い炭酸飲料と、ビールに風味をつけたものとがある。18世紀中頃からヨーク地方で飲まれてきた[366]。

- リコリス菓子 - 1760年代に、ポンテフラクト(Pontefract)のジョージ・ダンヒル(George Dunhill)が考案したお菓子。甘草（スペインカンゾウ）の抽出物と砂糖を混ぜてつくったもの。ダンヒルのリコリス工場は後にHARIBOが買収した[357][367]。

ヨーク地方とヨーク市は、製菓産業が盛んである。Rowntree's、Terry's、Thorntonsなどのチョコレート工場があり、イギリスでポピュラーな様々な菓子を製造している。カッスルフォードにはHARIBOのイギリスでの拠点がある。
このほか、ヨーク地方の伝統的な食べ物には「ピケレット(pikelet)」がある。これはクランペットに似ているが、もっとずっと薄い。
ブラッドフォードはイングランドでは「カレーの中心地(Curry Captial of Britain)」として知られている。繊維産業に湧いたブラッドフォードには多くのアジア系移民がいた。1950年代以降に繊維産業が落ち込み、市の経済が落ち込むと、ブラッドフォード市内のビルは空き室だらけになり、そこに1000軒を超すインド料理屋が開業したのである。
ヨーク地方には高級店から大衆店まで数多くのインド料理店があり、大きく発展した有名店(curry empire)がいくつもある。ブラッドフォードの隣町クレックヒートン(Cleckheaton)にある「アーカシュ(Aakash)」というカレー店には850席もあり、「世界最大のカレー店」とされている。

### ビール醸造
ヨーク地方では、ペナイン山脈からの豊富な水資源により、数多くのビール醸造業者がいる。Black Sheep、Copper Dragon、Cropton、John Smith's、Sam Smith's、Kelham Island、Theakstons、Timothy Taylor、Wharfedale、Leedsなどである。
このうち、キースリーのティモシー・テイラー醸造所(Timothy Taylor Brewery)の「Boltmaker」は、イングランドの消費者団体CAMRAが2014年の「イギリスのビール銘柄のチャンピオン」（ビター部門）に選出している。
ビールづくりは遅くとも12世紀には盛んになっており、ファウンテンズ修道院ではかつてエール酒を10日に60樽のペースで生産していた。いまの醸造業者のほとんどは、18世紀後半から19世紀はじめにかけての産業革命期の創業である。
ヨーク地方のビールはビタータイプ(Bitter)のスタイルが多い。また、イングランド北部では、ビールを提供するときはハンドポンプ式(Beer engine)が主流で、きめ細かくしっかりとした泡立ちにするため、注ぎ口にはスパークラーをつける。

## ポップカルチャー

### 伝統芸能・伝統音楽
ヨーク地方の様々な伝統芸能の中でも有名なのが「ロング・ソード・ダンス(Long Sword dance)」という舞踊（フォークダンス）である。
ヨーク地方はフォークミュージックがとても盛んで、フォークミュージック専門の会場(Folk club)が40以上、定期的なフォークミュージックの祭典(folk music festivals)が30以上ある。ヨーク地方のフォークミュージックの有名な演者では次のような名前をあげることができる。
- The Watersons - ハル出身。彼らは1965年以来、ヨーク地方のフォークミュージックをレコード化している。[385]
- ヘザー・ウッド(Heather Wood,1945-) - The Young Traditionのメンバー[385]
- Mr. Fox - 1970-1972年に活動していたフォークロックバンド[385]
- The Deighton Family[385]
- Julie Matthews[385]
- Kathryn Roberts[385]
- ケイト・ラズビー[385]

### ブラスバンド
ブラスバンドもヨーク地方の代表的な文化とみなされている。
ブラッドフォード市のクインズベリー(Queensbury)にある紡績工場から始まったブラック・ダイク・バンドは、世界最古かつ最も有名なブラスバンドとされている。1816年の創設以来、ブラスバンドの全英チャンピオンに23回、全欧チャンピオンに13回輝いている（2015年9月時点）。カルダーデール(Calderdale)のブリッグハウスも全英選手権優勝8回（2010年時点）を誇る。このほかにも、Carlton Main Frickley Colliery Band、Hammonds Saltaire Band、Yorkshire Imperial Bandらが成功している。グライムソープ・コリアリー・バンドは、1996年公開の映画『ブラス!』のモデルになった（#映画作品参照）。

### クラシック音楽
クラシック音楽の分野でのヨーク地方出身者には次のような人物がいる。
- フレデリック・ディーリアス、ジョージ・ダイソン、Edward Bairstow、William Baines、Kenneth Leighton、エリック・フェンビー、ハイドン・ウッド、Arthur Wood、アーノルド・クック、ギャヴィン・ブライアーズ

### 映画作品
1963年の公開作『This Sporting Life（邦題 孤独の報酬）』では、主役の炭鉱夫を演じたリチャード・ハリスがカンヌ映画祭・男優賞を受賞した。このほか、『Kes（邦題 ケス）』(1969)、『Brassed Off（邦題 ブラス!）』(1996)、『The Full Monty（邦題 フル・モンティ）』(1997)は、いずれも重工業が斜陽化した町を描いている。『ブラス！』が炭砿閉鎖に揺れる実在のブラスバンドを描いているほか、不況下で鉄工所が閉鎖されたシェフィールドを舞台にした『フル・モンティ』はアカデミー作曲賞を受賞した。
このほか、『Room at the Top（邦題 年上の女）』(1959)（カンヌ映画祭・女優賞、アカデミー主演女優賞・脚色賞）、『Rita, Sue and Bob Too!』(1987)、『Calendar Girls（邦題 カレンダー・ガールズ）』(2003)、『Mischief Night』(2006)などがヨーク地方を舞台にしている。

### テレビ番組
ヨーク地方を舞台にしたTV番組では次のようなものがある。
- 「ラスト・オブ・ザ・サマーワイン」(Last of the Summer Wine) - シットコム。1973年から2010年まで放映し、コメディ番組としては世界最長記録を作った[402]。
- 「ハートビート」(Heartbeat) - 連続ドラマ。
- 「エマーデイル」(Emmerdale) - 昼ドラ。
- 「ダウントン・アビー」(Downton Abbey) - 第一次世界大戦前後を舞台にした歴史ドラマ。日本ではスター・チャンネルやNHKで放映。

このほか、ヨーク地方で撮影を行ったものとして、「All Creatures Great and Small」、「The Beiderbecke Trilogy」、「Rising Damp」、「Fat Friends」、「The Royal」などがある。

### 現代音楽・ポップ＆ロック
テレビや映画・ラジオの音楽分野では次のような人物がいる。
- ジョン・バリー (1933-2011)- 映画「『007／ジェームズ・ボンド』シリーズのテーマ曲などで知られる。ヨーク市生まれで、ヨーク寺院で音楽を習い、ジャズ演奏を経て映画音楽の世界に入った。

- アンジェラ・モーリー(Angela Morley[注 43],1924-2009) - 作曲家・指揮者。リーズ出身。1950年代のBBCの人気ラジオ番組「Hancock's Half Hour」のテーマ曲などで人気作曲家となった。エミー賞の音楽部門で2度の受賞がある。

このほか、ロック＆ポップスのジャンルでの有名なバンドは次の通り。
- リーズ出身 - シスターズ・オブ・マーシー、ギャング・オブ・フォー、ソフト・セル、ザ・ウェディング・プレゼント、カイザー・チーフス 、The Mission。このほか、チャンバワンバも一時期をリーズで過ごしている。
- シェフィールド出身 - デフ・レパード、ABC、ヒューマン・リーグ、パルプ、アークティック・モンキーズ。
- ブラッドフォード出身 - ザ・カルト、New Model Army、
- ウェイクフィールド出身 - Vardis、ザ・クリブス。

2000年代半ば頃にリーズやシェフィールドなどから出てきたカイザー・チーフスやアークティック・モンキーズなど、ポストパンクリバイバル系ギターロックのバンドを総称して「ニュー・ヨークシャー」と呼称することがある。
デヴィッド・ボウイは、父親がタドカスター(Tadcaster)の出身である。デビッド・ボウイの代表作である1970年代のアルバム『ジギー・スターダスト』は、ハル出身者が3人関わっている。ギタリストのミック・ロンソン、トレバー・ボールダー(Trevor Bolder)、ミック“ウディ”ウッドマンシー(Mick Woodmansey)である。

## スポーツ
ヨーク地方では、サッカー、ラグビー、クリケット、競馬などのスポーツが19世紀以前に遡る歴史をもっている。

### サッカー
国際サッカー連盟(FIFA)では、ヨーク地方をサッカー（アソシエーション式フットボール）の公式クラブの発祥の地としている。1857年創設のシェフィールドFCがそれで、世界最古のクラブとして認められている。世界初の公式クラブ戦が行われたのもヨーク地方で、世界最古のサッカー競技場であるサンディゲート・ロード競技場(Sandygate Road)で行われた。世界中で使われているサッカー競技規則を起草したのは、ハル出身のエベネーザー・コッブ・モーリーEbenezer Cobb Morleyである。
ヨーク地方のサッカークラブチームには、バーンズリーFC、ブラッドフォード・シティAFC、ドンカスター・ローヴァーズFC、ハダースフィールド・タウンFC、ハル・シティAFC、リーズ・ユナイテッドAFC、ミドルズブラFC、ロザラム・ユナイテッドFC、シェフィールド・ユナイテッドFC、シェフィールド・ウェンズデイFC、ヨーク・シティFCがある。うち4クラブはリーグ優勝経験がある。ハダースフィールド・タウンFCは史上初のリーグ三連覇を果たしたこともある。ミドルズブラFCは近年では2004年にフットボールリーグカップ優勝、2006年にUEFAヨーロッパリーグ決勝まで進出した。リーズ・ユナイテッドAFCはヨーク地方を代表する最大のクラブであり、1970年代には常に国内上位にいて、最近では2001年にUEFAチャンピオンズリーグで準決勝までいった。これに並ぶのがシェフィールド・ウェンズデイFCで、1990年代には黄金期を迎えた。どちらも多くのサポーターを抱える歴史あるクラブである。ヨーク地方出身の有名選手では、イングランドが優勝した1966 FIFAワールドカップで正ゴールキーパーを務めたゴードン・バンクス、バロンドール2度受賞のケビン・キーガンがいる。指導者としてはハーバート・チャップマン、ブライアン・クラフ、Bill Nicholson、George Raynor、ドン・レヴィーがいる。

### クリケット
ヨークシャー・クリケットクラブ(Yorkshire County Cricket Club)は国内のファーストクラス・地区対抗選手権(County Championship)で31回の優勝を誇り、国内全地区を通じて最高の成績を残している。 クリケットで最高の選手のうち何人かはヨーク地方の生まれであり、Geoffrey Boycott、Len Hutton、Herbert Sutcliffe、Fred Truemanらがいる。

### ラグビー
ラグビー・フットボール・リーグとラグビーリーグは、1895年にハダースフィールドにあるジョージ・ホテルで創設された。これは従前のラグビー・フットボール・ユニオン（RFU）内で、イングランドの北部と南部で意見の衝突により分裂に至ったものである。一番上のスーパーリーグにいるヨーク地方のチームは、ハダーズフィールド・ジャイアンツ、ハルFC、ブラッドフォード・ブルズ、ハル・キングストン・ローヴァーズ、ウェイクフィールド・トリニティー、カッスルフォード・タイガーズ、リーズ・ライノズである。ラグビーの名誉の殿堂入り(Rugby Football League Hall of Fame)したヨーク地方出身者は、Roger Millward、Jonty Parkin、Harold Wagstaffなど6人いる。

### 競馬
ヨーク地方はイギリスの競馬と馬産の中心地の一つである。18世紀初頭にアン女王がヨーク競馬場に巡幸して以来、ヨーク地方は競馬の重要地と認められており、当時もっとも格式の高いレースだった王室賞を複数開催する資格のあった数少ない地方だった。18世紀にはヨーク地方だけで25の競馬開催があり、2015年時点でも9つの競馬場がある。これはイングランドの一地方として最も多く、1年のうち170日あまりの競馬開催がある。
このうちドンカスター競馬場ではイギリスクラシック三冠競走の最終戦セントレジャーステークス、ヨーク競馬場では世界ランク1位（2015年）のインターナショナルステークスなどが行われている。また、イングランドでもっとも長く続いている競馬のレースが1519年から続く「キプリングコート・ダービー(Kiplingcotes Derby)」で、マーケットウェイトンの町(Market Weighton)の近くで行われている。
ヨーク谷はかつて競走馬の生産の中心地でもあった。サラブレッドの三大始祖として知られるダーレーアラビアンをはじめ、バートレットチルダーズ、レギュラスなどの種牡馬チャンピオン、スクワート、マースクなどがヨーク地方で生産されている。ピーク時にはイギリスのサラブレッド8割がヨーク地方で生産されていた。
ヨークに近いモルトン(Malton)と、リッチモンドに近いミドルハム(Middleham)は、イングランドを代表する競走馬の調教地である。19世紀に活躍したモルトンのジョン・スコット調教師(John Scott)は「北の魔術師」と呼ばれ、イギリスの初代三冠馬ウェストオーストラリアンなど、41頭のクラシックレース優勝馬を送り出した。この記録は2015年現在も破られていない。このほか、全英調教師チャンピオンに8度輝いたチャールズ・エルゼイ(Charles Elsey)、二冠牝馬ブリンクボニー(Blink Bonny)などを手がけたウィリアム・イアンソン(William I'Anson)などもモルトンの調教師である。

### その他
キツネ狩りの組織がイギリスで最初に作られたのはヨーク地方のビルスデール地域(Bilsdale)であり、1668年に創設になった。
ボクシングでは、“PRINCE”ことナジーム・ハメドがシェフィールド出身で、フェザー級のタイトルを獲った。英国放送協会(BBC)はハムドの戦歴を「イギリスのボクシング史上、最も輝かしい経歴のひとつ」と評した。リーズ出身のニコラ・アダムズは2012年のロンドンオリンピックで新たに加わった女子ボクシングで初代金メダリストとなった。（2012年ロンドンオリンピックのボクシング競技参照。）
「クヌア・アンド・スペル(Knurr and Spell)」というヨーク地方特有の競技がある。18世紀から19世紀にはヨーク地方で一番人気のある競技だった。詳細は不明だが、20世紀に入ると下火になってしまった。
2012年のロンドンオリンピックでは、ヨーク地方出身者からもたくさんの出場選手が「チームグレートブリテン(Team GB)」に参加した。「ヨークシャー・ポスト」紙(The Yorkshire Post)によれば、ヨーク出身者だけでスペイン全体よりも多くの金メダルを獲得した。
ツール・ド・フランス2014では、ヨーク地方がグランデパール（ツアー全体の出発地）になり、ヨーク地方での2日間の行程を見ようと、250万人の観客が集まった。翌2015年より、ツール・ド・フランスと同じアモリ・スポル・オルガニザシオンの主催により「ツール・ド・ヨークシャー」が5月1日から3日間の日程で行われ、1日目ブリッドリントンからスカボロー、2日目セルビー(Selby)からヨーク、3日目ウェイクフィールドからリーズのコースで争われ、120万の観客が集まった。2016年は4月29日から5月1日、2017年は4月28日から30日にかけて行われている。

## 選挙制度
1889年にヨーク地方を3つに分けて地方議会(County council)が作られた。ただしこれらの行政区分には大都市は含まれず、大都市圏は単独で(County borough)となった。
- 詳細はYorkshire、High Sheriff of Yorkshire、Lord Lieutenant of Yorkshire、History of local government in Yorkshireを参照。

イギリス議会では、13世紀から伝統的にヨーク地方には2議席、ヨーク市に2議席が与えられてきた。1265年にシモン・ド・モンフォールが創設した議会（(en:Montfort's Parliament、イギリス議会の基礎になったもの)）ではヨーク市に2議席が与えられ、さらにヨーク大司教に1議席が設けられていた。1295年の模範議会からはヨーク地方の議席として定数2が与えられた。これは後の庶民院(House of Commons of the United Kingdom)、スコットランドとの連合王国が成立してからの大英国会（Parliament of Great Britain、1707-1800年）、連合王国議会(Parliament of the United Kingdom、1801-1832年)と発展しても定数2が維持された。
1832年の定数是正(Reform Act 1832)で、最大地方であるヨーク地方は定数が増えるとともに、東、北、西の「ライディング」に合わせた3つの選挙区に細分化された。1865年の総選挙(United Kingdom general election)以降は、「西ライディング選挙区」はさらに3つに分割された。「西ライディング北部(Northern)」、「西ライディング南部(Southern)」、「西ライディング東部(Eastern)」選挙区である。しかしこれらは1885年の定数是正(Redistribution of Seats Act 1885)によって廃止された。
- 詳細はEast Riding of Yorkshire、North Riding of Yorkshire、West Riding of Yorkshire参照。

この定数変更によって、イギリスの行政は地方分権化が進んだ。ヨーク地方には26の議席が割り振られた（List of UK Parliamentary constituencies参照。）。1888年の地方行政法(Local Government Act 1888)では、「カウンティ・バラ(County borough)」の見直しがいくつかあり、ヨークシャーには19世紀の間、8つの「カウンティ・バラ」が存在した。
1918年の総選挙(United Kingdom general election)の前に、選挙区の改正(Representation of the People Act 1918)が行われ、選挙区の区割りに少々変更があった。これは1950年代に再び元に戻された。（List of UK Parliamentary constituenciesを参照。）
1972年に制定、1974年施行の法改正(Local Government Act 1972)によるヨーク地方の再編(reorganisation of local government in Yorkshire)は極めて不評だった。
1996年に「東ライディング」が変更となって、「単一自治体」かつ「典礼カウンティ」となった。イングランドは新たに9つの「リージョン」に分けられ、ヨーク地方の大部分は「ヨークシャー・アンド・ザ・ハンバー」リージョンとなった。ただし伝統的なヨーク地方の一部の地域には別の「リージョン」になった場所もある。「ヨークシャー・アンド・ザ・ハンバー」は、欧州議会の選挙区にもなっており、定数6が与えられている。

## 有名人
サッチャー政権下で報道官を務めていたバーナード・インガム(Bernard Ingham)は、自著の中で「ヨーク地方出身者50傑」を発表した。選ばれたのは次の通り。
- ジェームズ・クック(1728-1779) - 海洋探検家。ヨーロッパ人として初のハワイ諸島の発見、オーストラリアやニュージーランドの地図作成など[44]。
- ウィリアム・ウィルバーフォース(1759-1833) - 奴隷貿易の廃止に尽力した政治家[44]。
- ジョン・ハリソン(1693-1776) - 時計職人。クロノメーターを発明し、経度の測定を可能として遠洋航海に貢献。
- ノーサンブリア王エドウィン(Edwin of Northumbria,586-633) - デイラ王国とバーニシア王国を統一。
- アルクィン(753-804) - 教師、神学者。フランク王国のカール大帝の顧問となる。
- ジョン・ウィクリフ(1330-1384) - 神学者。宗教改革の先駆者。
- ウィリアム・ブラッドフォード(William Bradford,1590-1657) - メイフラワー号でアメリカに渡った最初の人物の一人。メイフラワー誓約で2番めに署名し、プリマス植民地を築いた。
- ジョン・スミートン(1724-1792) - 「土木工学の父」。セメントの発明、水車や風車の改良など、イングランドの公共建築の進歩に貢献。
- ウィリアム・ベイトソン(1861-1926) - 遺伝学者。メンデルの法則を広め、様々な遺伝学用語を作った。
- ジョセフ・ブラマー(Joseph Bramah,1748-1814) - 発明者。水洗トイレ、油圧プレスなどの工作機械、ビールサーバー(Beer engine)など。
- オーガスタス・ピット・リヴァーズ(Augustus Pitt Rivers,1827-1900) - 人類学者。考古学的手法を確立。膨大なコレクションがオックスフォード大学のピット・リヴァーズ博物館(Pitt Rivers Museum)に収蔵。
- ジョゼフ・プリーストリー(1733-1804) - 科学者。酸素の命名、炭酸水の発明、アンモニア、塩化水素、一酸化窒素、二酸化窒素、二酸化硫黄などの発見。
- ヘンリー・ブリッグス(1561-1630) - 数学者。常用対数の考案。
- ジョージ・ケイリー(1773-1857) - 「航空学の父」。
- ジョン・コッククロフト(1897-1967) - 物理学者。核反応を初めて実現。ノーベル物理学賞受賞。
- フレッド・ホイル(1915-2001) - 天文学者。
- アームロス・ライト(Almroth Wright,1861-1947) - 医学者。腸チフス予防接種の開発。
- エミー・ジョンソン(1903-1941) - 大西洋横断飛行、英印無着陸飛行などを行った女性パイロット。第二次世界大戦中の輸送任務中に死亡。
- ベティ・ブースロイド(Betty Boothroyd,1929-) - 政治家。イギリス下院史上唯一の女性議長。
- 第2代ロッキンガム侯爵(1730-1782) - イギリス首相。
- 初代アスキス伯爵(1852-1928) - イギリス首相。
- ハロルド・ウィルソン(1916-1995) - イギリス首相。
- タイタス・ソルト(Titus Salt,1803-1876) - 産業革命期の実業家。ソルト・ミル(Salts Mill)と呼ばれる繊維工場を経営。
- マイケル・サドラー(Michael Sadler,1861-1943) - 教育学者。
- ジョン・カーウェン(John Curwen,1816-1880) - 音楽家。Tonic sol-faと呼ばれる音楽教育の手法を編み出した。
- トーマス・フェアファクス(1612-1671) - 清教徒革命の指揮官。マーストン・ムーアの戦いで議会派を勝利に導いた。
- 聖ヨハネ・フィッシャー司教(1469-1535) - カトリックの聖人。ヘンリー8世の離婚やイングランド国教の設立に反対して処刑され、のちに列聖された。
- ガイ・フォークス(1570-1606) - 火薬陰謀事件の首謀者として知られる。英語で「男」を意味する「ガイ」の語源になった。
- トーマス・チッペンデール(1718-1779) - 家具職人。チッペンデール様式の祖で、18世紀イギリスで最も有名な家具デザイナー[449]。
- パーシー・ショウ(Percy Shaw,1890-1976) - 発明家。道路の反射板(Cat's eye)を考案。
- ハリー・ブレアリー(1871-1948) - 発明家。ステンレス鋼の発明。
- 初代ランク男爵(J. Arthur Rank,1888-1972) - イギリス映画業界のプロデューサー。主な作品に『ヘンリィ五世』(1944)など。
- エミリー・ブロンテ(1818-1848) - 「世界の三大悲劇」の一つ、『嵐が丘』の著者。ブロンテ姉妹の一人。
- ウィリアム・コングリーヴ(William Congreve,1670-1729) - 劇作家、詩人。代表作に『世の習い』(The Way of the World)。
- J・B・プリーストリー(1894-1984) - 作家、劇作家。
- アラン・ベネット(1934-) - 作家。代表作に『英国万歳!』など。
- チャールズ・ロートン(1899-1962) - 俳優、映画監督。1933年に映画『ヘンリー八世の私生活』でアカデミー主演男優賞受賞。
- アンドルー・マーヴェル(1621-1678) - 清教徒革命時代の詩人。トーマス・フェアファクスの娘の家庭教師。のちに議員も務めた。
- テッド・ヒューズ(1930-1998) - 児童文学者、詩人。イギリス王室から桂冠詩人の称号を与えられた。
- デイヴィッド・ホックニー(1937-) - 現代芸術家。
- ヘンリー・ムーア(1898-1986) - 芸術家、彫刻家。
- フレデリック・ディーリアス(1862-1934) - 作曲家。
- ジョン・バリー(1933-2011) - 映画音楽の作曲家。『007シリーズ』のテーマ曲などで知られる。アカデミー賞受賞5回。
- ジャネット・ベイカー(1933-) - オペラ・歌曲のメゾソプラノ歌手。主な受賞歴にキャスリーン・フェリアー賞、ロンドン王立音楽院女王賞、デンマークのレオニー・ソニング音楽賞(Léonie Sonning Music Prize)など[450]。
- レン・ハットン(Len Hutton,1916-1990) - クリケット選手。イングランド代表チームの主将を務めた。
- フレッド・トルーマン(Fred Trueman,1931-2006) - クリケット選手。
- ブライアン・クラフ(1935-2004) - サッカー監督。UEFAチャンピオンズカップ連覇など。
- アラン・ヒンクス(1954-) - 登山家。
- ジェーン・ハリソン(Barbara Jane Harrison,1945-1968) - 航空会社の客室乗務員。1968年の飛行機事故(BOAC Flight 712)の際、炎上中の機内から112名の乗客を避難させ、さらに逃げ遅れた身体障害者を救出しようと機内に戻った所、機体が爆発し死亡。イギリスで2位となるジョージ・クロス勲章を授けられた。
- スタンレー・ホーリス(Stanley Hollis,1912-1972) - 英国陸軍軍人。第二次世界大戦中のノルマンディー侵攻作戦でゴールドビーチ上陸戦で曹長(Company sergeant major)として先陣を務めてドイツ軍の塹壕を撃破したほか、戦場に取り残された友軍兵を救出。イギリス最高位となるヴィクトリア十字章を授けられた。

- そのほか、List of people from Yorkshireを参照。